# Biserica de lemn din Titerlești

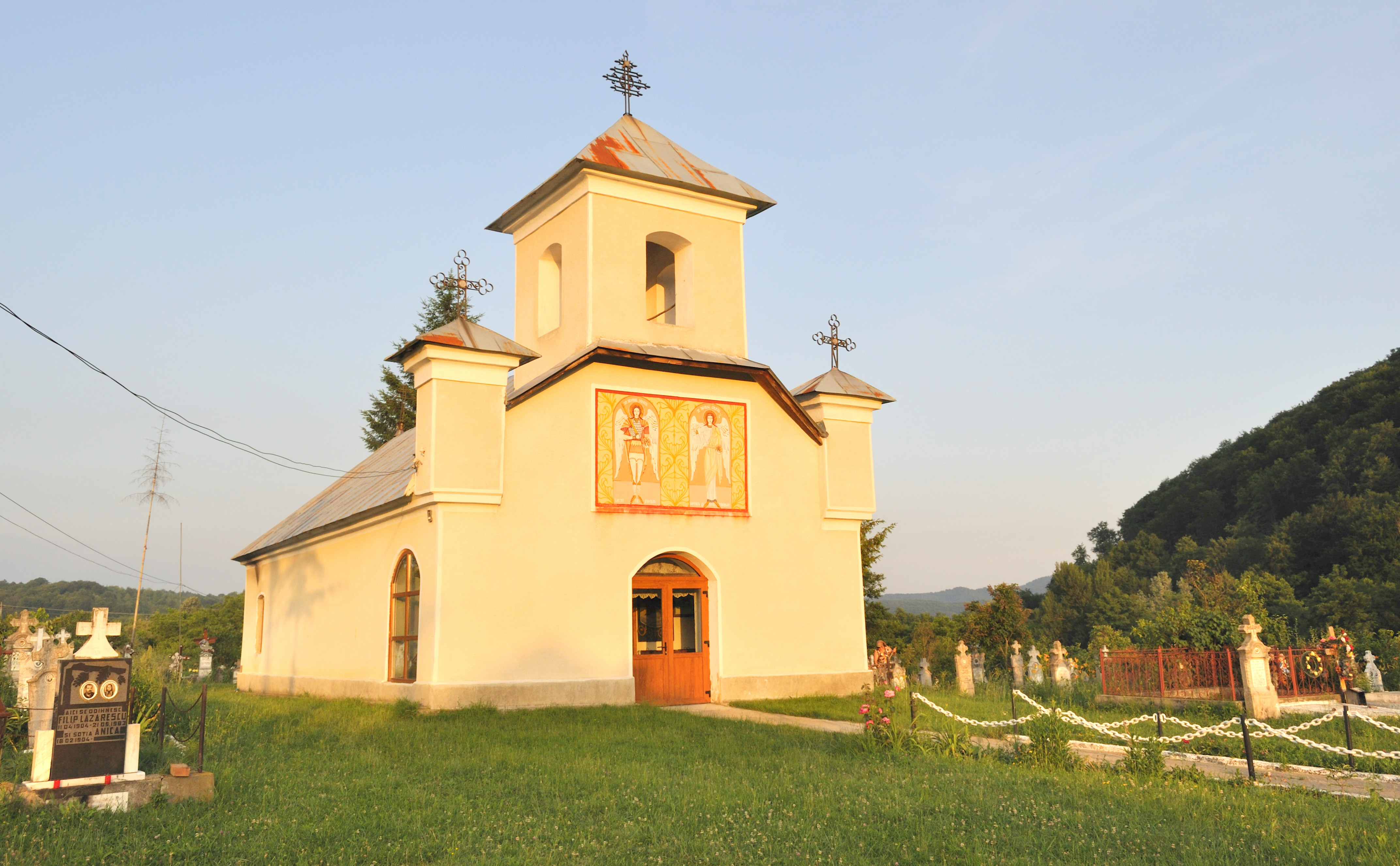
Biserica „Sfinții Voievozi” din Titerlești, județul Mehedinți, foto: iunie 2010

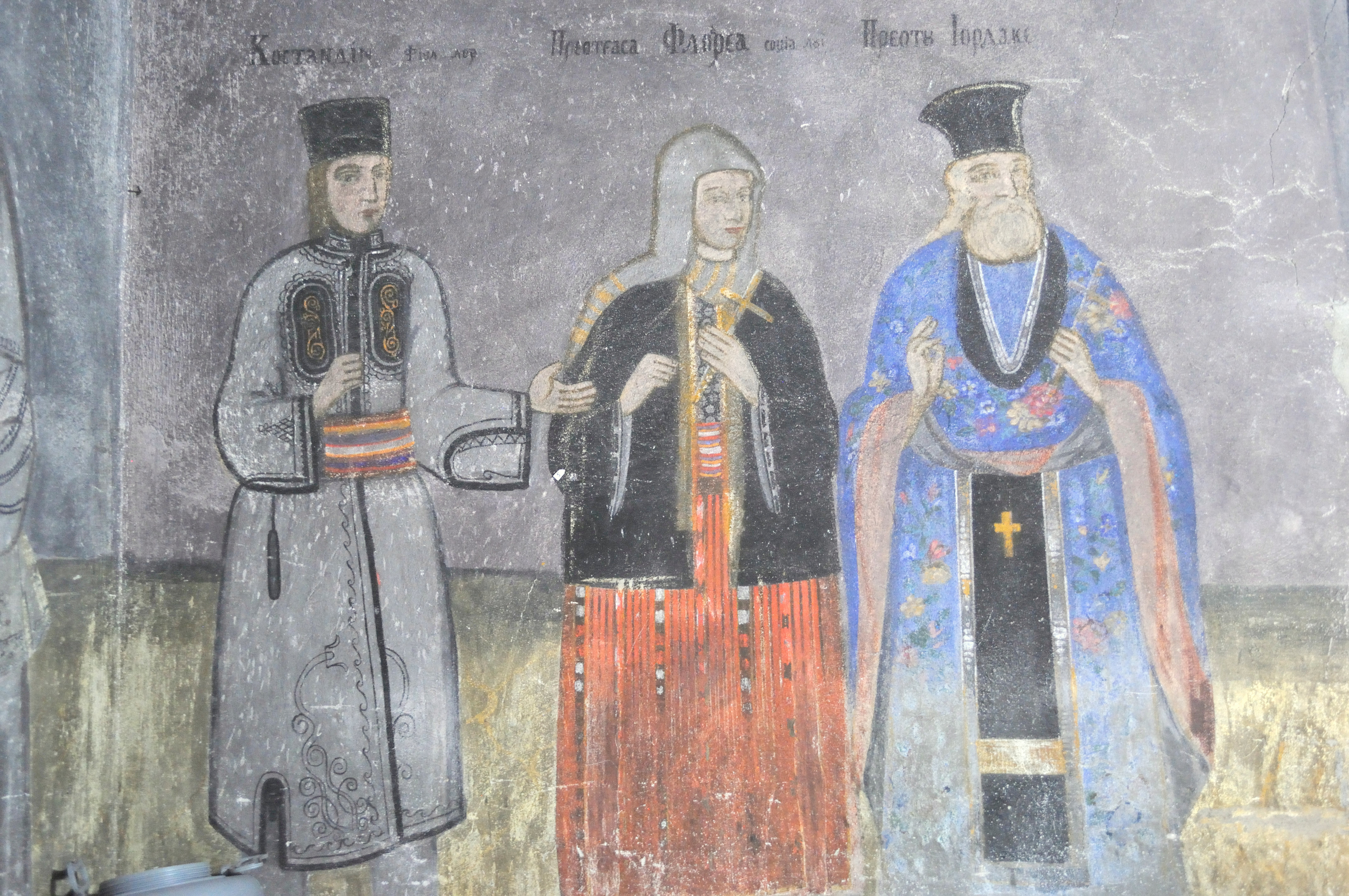
O parte din ctitorii bisericii pictați în pronaos: Preotul Iordache, preoteasa Floarea și fiul lor Constantin

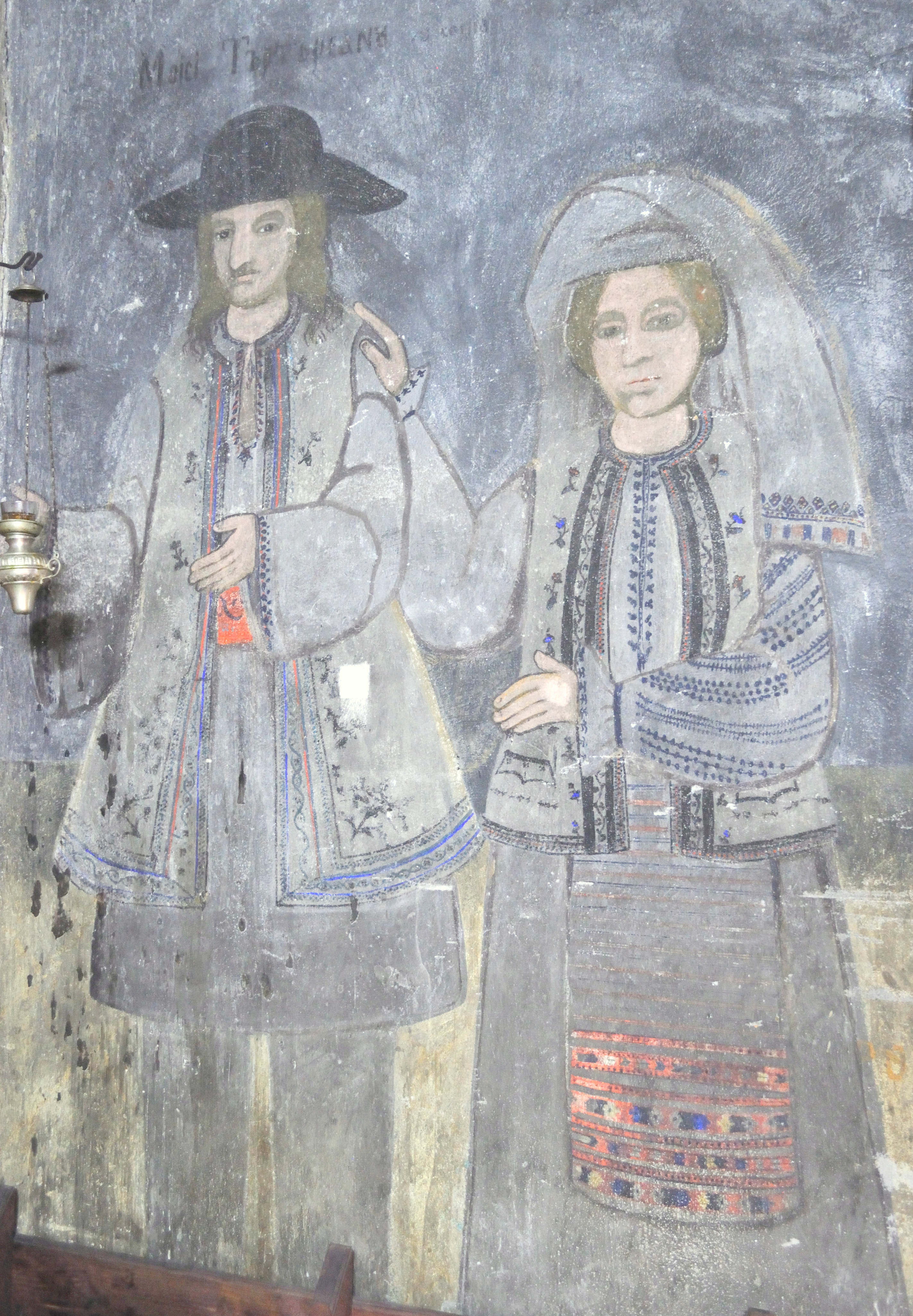
O parte din ctitorii bisericii: Moise Tărtăreanu și soția lui

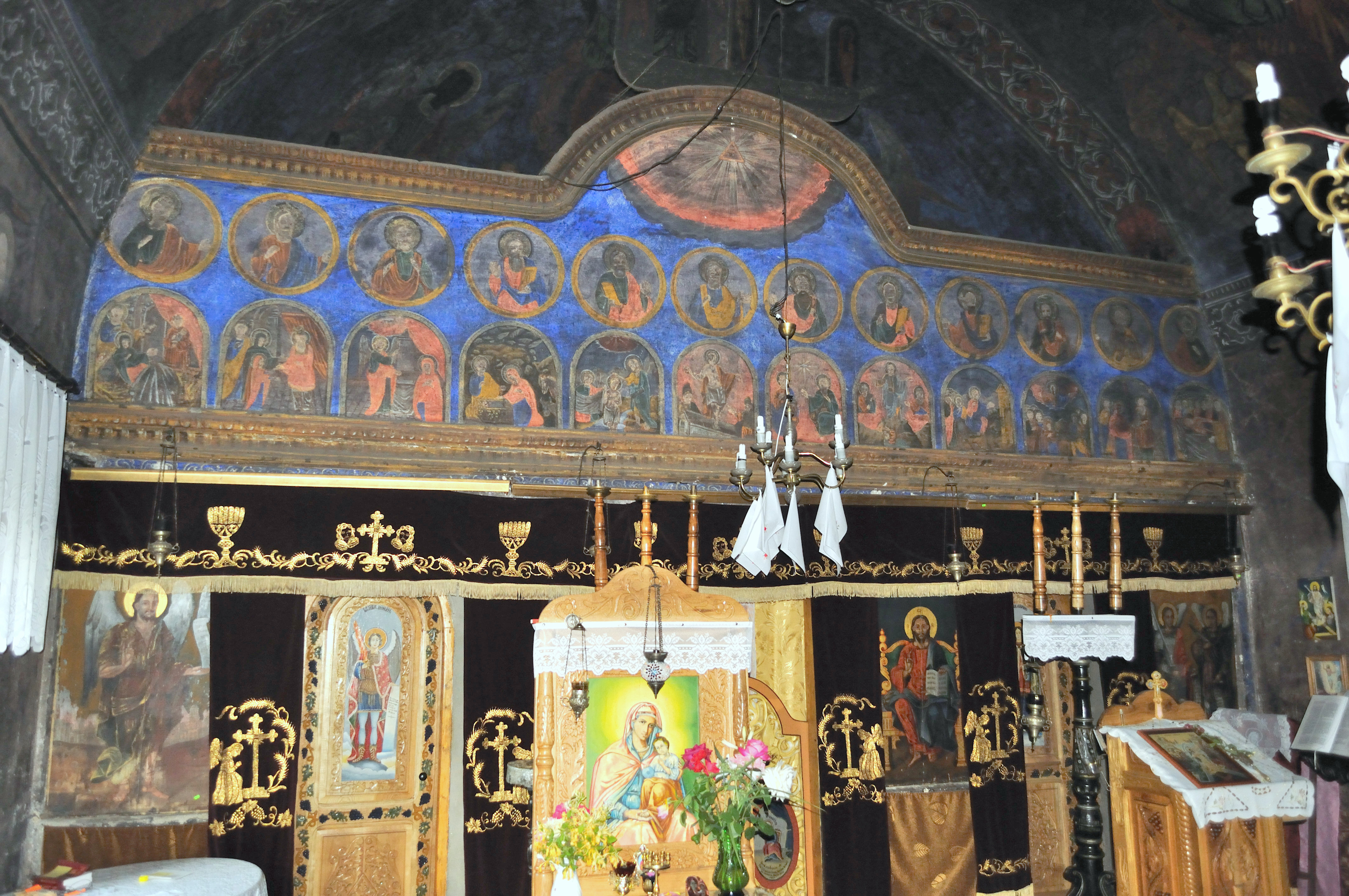
Iconostasul

Biserica din Titerlești, oraș Baia de Aramă, județul Mehedinți, a fost finalizată în perioada 1862-1863, fiind construită din piatră și cărămidă . Are hramul „Sfinții Voievozi”. Biserica se află pe noua listă a monumentelor istorice sub codul LMI:  MH-II-m-B-10424.

## Istoric și trăsături
Biserica a fost ridicată de meșteri sârbi, avându-l ca principal constructor pe meșterul Dima, zugrăvit la intrarea în pridvorul bisericii. Biserica aparțíne locuitorilor din satele Titerlești și Bratilovu, cu ajutorul cărora a și fost construită, prin înaintașii lor. Bratilovu este una dintre cele mai vechi așezări din Plaiul Cloșani. Este atestat documentar printrun hrisov de danie al lui Mircea cel Bătrân către Mănăstirea Tismana. Satul Titerlești este consemnat într-un zapis din anul 1804 și într-o carte de hotărnicie din 1806.
Este biserica ungurenilor, ctitorită pe vremea lui Cuza, prin contribuția familiilor de ungureni, venite din Ardeal, care se stabiliseră la Bratilovu și Titerlești.
„Ei au pus de s-a zugrăvit pe peretele din fața bisericii un păstor care cu bâta mâna oile dinaintea lui. La acest tablou s-a pus inscripțiunea următoare: Această biserică este făcută cu banii oilor.” În prezent, această pictură nu mai există.
O contribuție importantă la realizarea bisericii a avut-o Ion Dafinescu, cumnatul preotului Iordache, cel care a cumpărat terenul pentru biserică: „Ion Dafinescu (zis Grămadă) cumpără de la G.Monachu, Constantin cel Mare, Constantin cel Mic, Lazăr Titerlea, Gheorghe Titerlea și Vasile Ploscaru acest teren. Este vorba de o delniță de pământ, în locul numit „Fântâni”, lungime de 80 de stânjeni, în ogașul Bahahăului în sus, lățime 50 de stânjeni din drum spre răsărit și 60 spre apus, pentru a face biserica (zapis 1832, oct.2).”

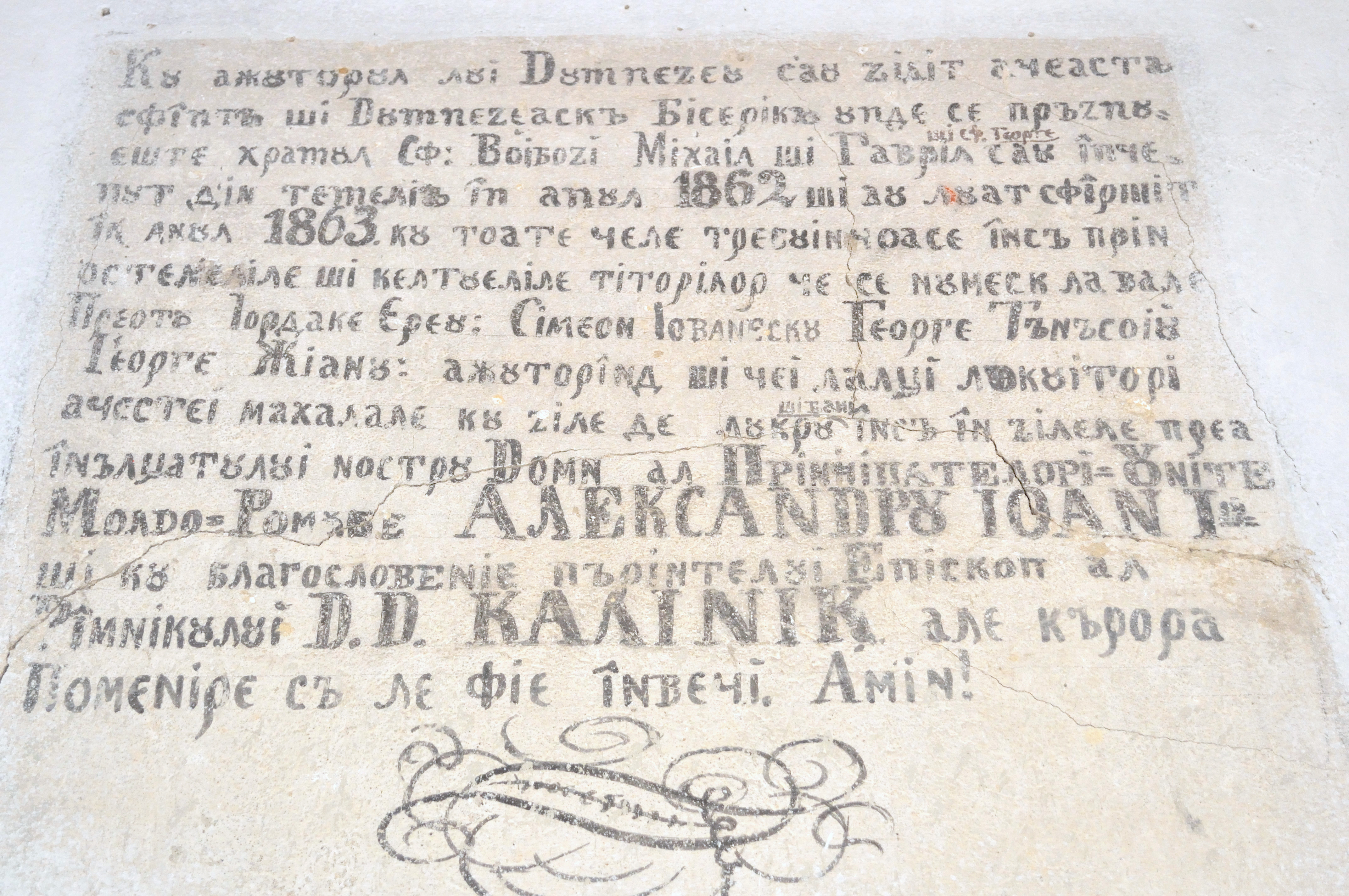
Pisania

Pisania bisericii: „Cu ajutorul lui Dumnezeu s-au zidit această sfântă și Dumnezeiască biserică, unde se prăznuiește hramul Sf.Voievozi Mihail și Gavril. S-au început din temelie în anul 1862 și au luat sfârșit în anul 1863 cu toate cele trebuincioase însă prin ostenelile și cheltuielile titorilor ce se numesc la vale: Preot Iordache-Ereu, Simeon Iovănescu, Gheorghe Tănăsoiu, Gheorghe Jianu, ajutorând și ceilalți locuitori ai acestei mahalale cu zile de lucru, însă în zilele prea Înălțatului nostru domn al Principatelor Unite Moldo-Române, Alecsandru Ioan I și cu blagoslovenia părintelului Episcop al Râmnicului D.D.Kalinik, ale cărora pomenire să le fie în veci. Amin!”

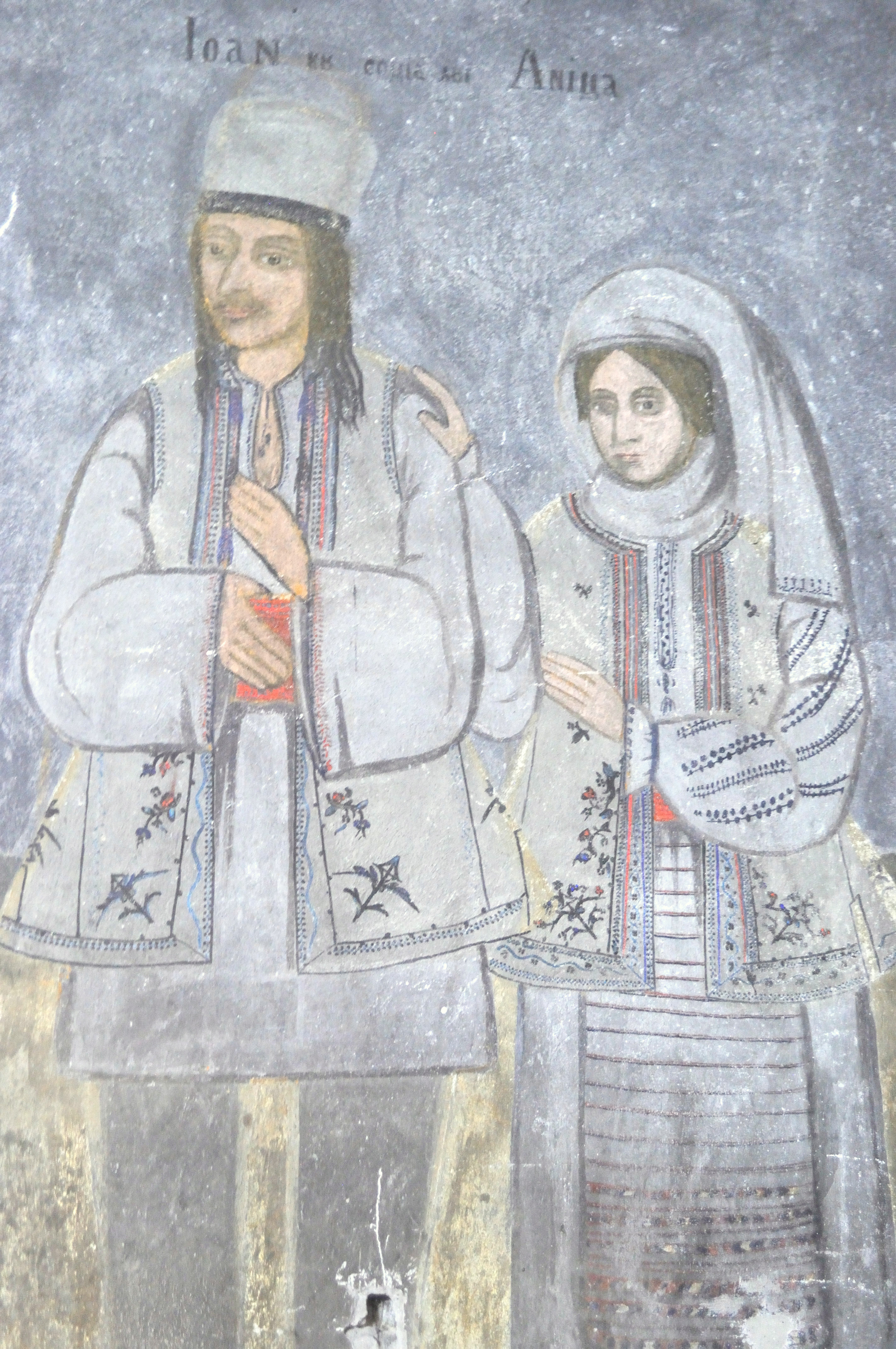
O parte din ctitorii bisericii: Ioan Ciurea cu soția lui Anița

Compartimentarea este cea obișnuită: pridvor, pronaos, naos, altar. Prin pridvor, pe o scară de lemn, are loc accesul în turlă, unde se află clopotul, adus cu două care de la Craiova. Clopotul vechi fusese ascuns în timpul războiului în Zeicu și nu a mai fost găsit.
În pronaos se află portretele ctitorilor, care ocupă toți pereții. Pictura este vizibil degradată, puternic afumată, se șterge ușor cu degetul de pe pereți. Este nevoie de refacerea și conservarea urgentă a picturii, care reprezintă un unicat în zona Plaiului Cloșani.

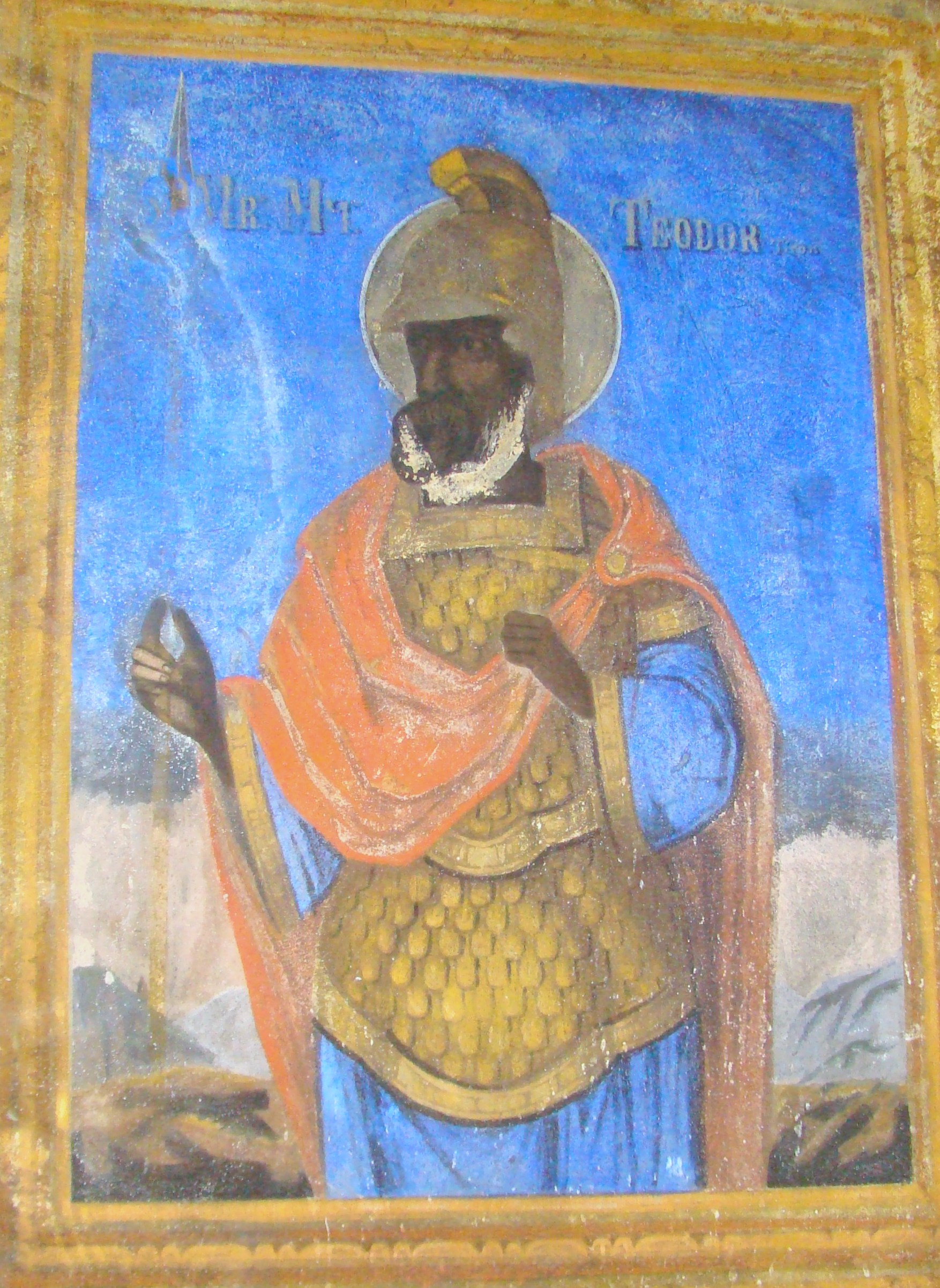
Sfântul Mare Mucenic Teodor

Pe partea dreaptă, la intrarea în naos se află o vitrină cu cărțile vechi și documentele bisericii, iar lângă vitrină se află jițul arhieresc, simplu, fără sculpturi, având deasupra două cruci care se unesc.
Pictura în naos este simplă, pe pereții laterali se află câte două portrete de sfinți. În dreapta: Sf. Mucenic Teodor și Sf. Mucenic Gheorghe, iar în stânga, Sf. Nestor și Sf. Dumitru. Pe boltă sunt zugrăviți Pantocratorul și evangheliștii. În naos se mai află două strane și două sfeșnice mari. Aproape de altar se află paraclisul Maicii Domnului, din lemn sculptat cu migală, donat bisericii de Pavel Dăneasa. La mijlocul bisericii, suspendat direct de boltă, atârnă candelabrul mare, dăruit de enoriași, în memoria eroilor din Primul Război Mondial.

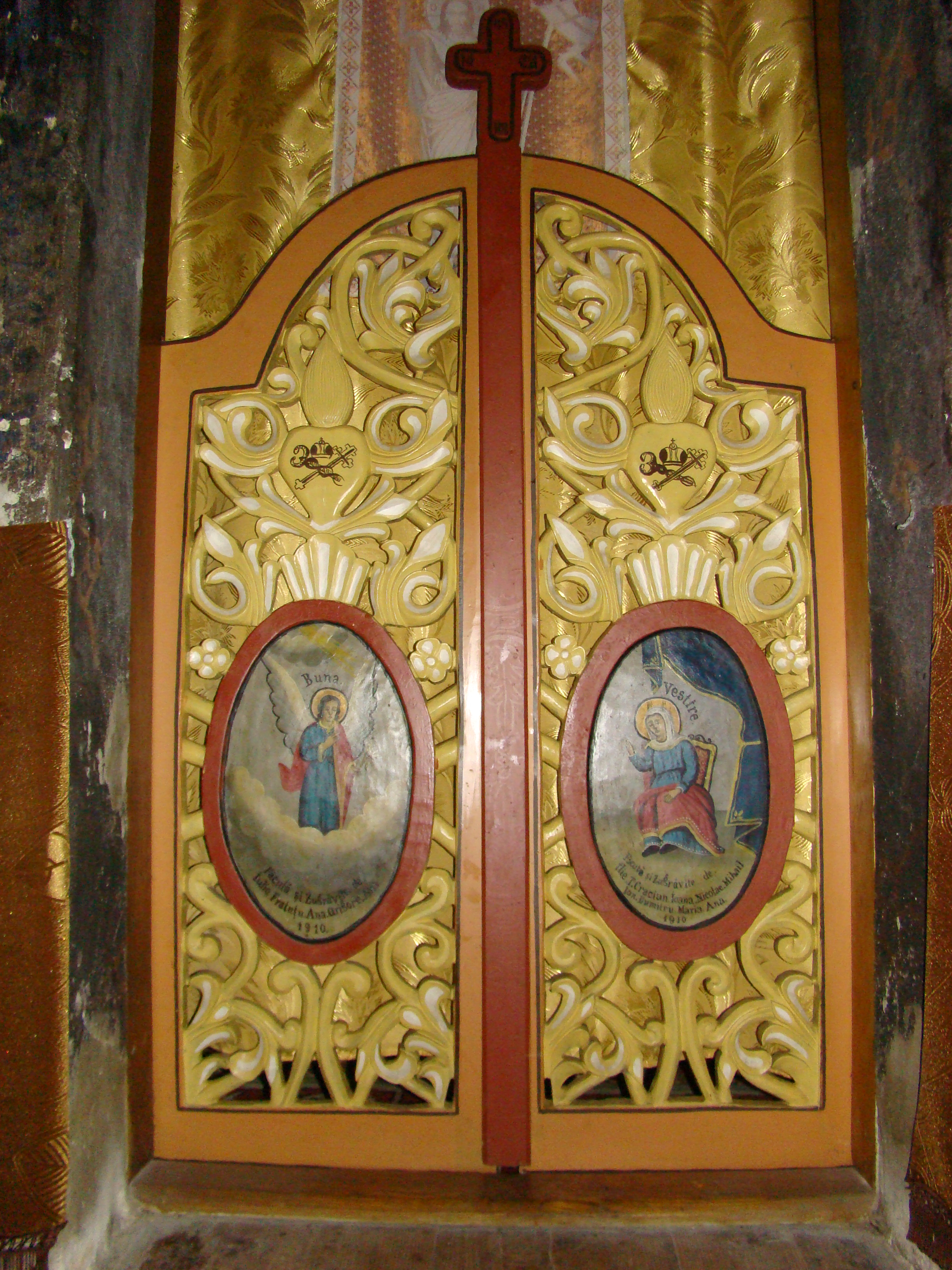
Ușile împărătești

Catapeteasma este din zid, pictura fiind afumată și ștearsă în bună parte. La intrarea în altar se află ușile împărătești, ornate cu sculpturi simetrice în lemn, cu Buna Vestire pictată în câte un medalion pe fiecare ușă. Sub pictura din stânga scrie: Făcută și zugrăvită de Ilie Frătuțu, Ana, Ana, Grigore, Ana.1910, iar sub pictura din dreapta scrie: Făcută și zugrăvită de Ilie T.Crăciun, Ioana, Nicolae, Mihail, Ion, Dumitru, Maria, Ana.1910.
Altarul nu are valori deosebite în afară de Sfânta Masă și de epitaful înrămat, folosit numai în zilele de Paști. În altar se mai găsește un sfeșnic de bronz cu două brațe și un potir. Pe pereții altarului sunt zugrăviți Sfinții Ierarhi: Nicolae, Ioan, Vasile și Grigore.
În perioada 2020-2024, pictura murală a bisericii, dar și icoanele au fost restaurate integral, fiind scoasă la lumină frumusețea de odinioară a acestui monument.

## Galerie de imagini

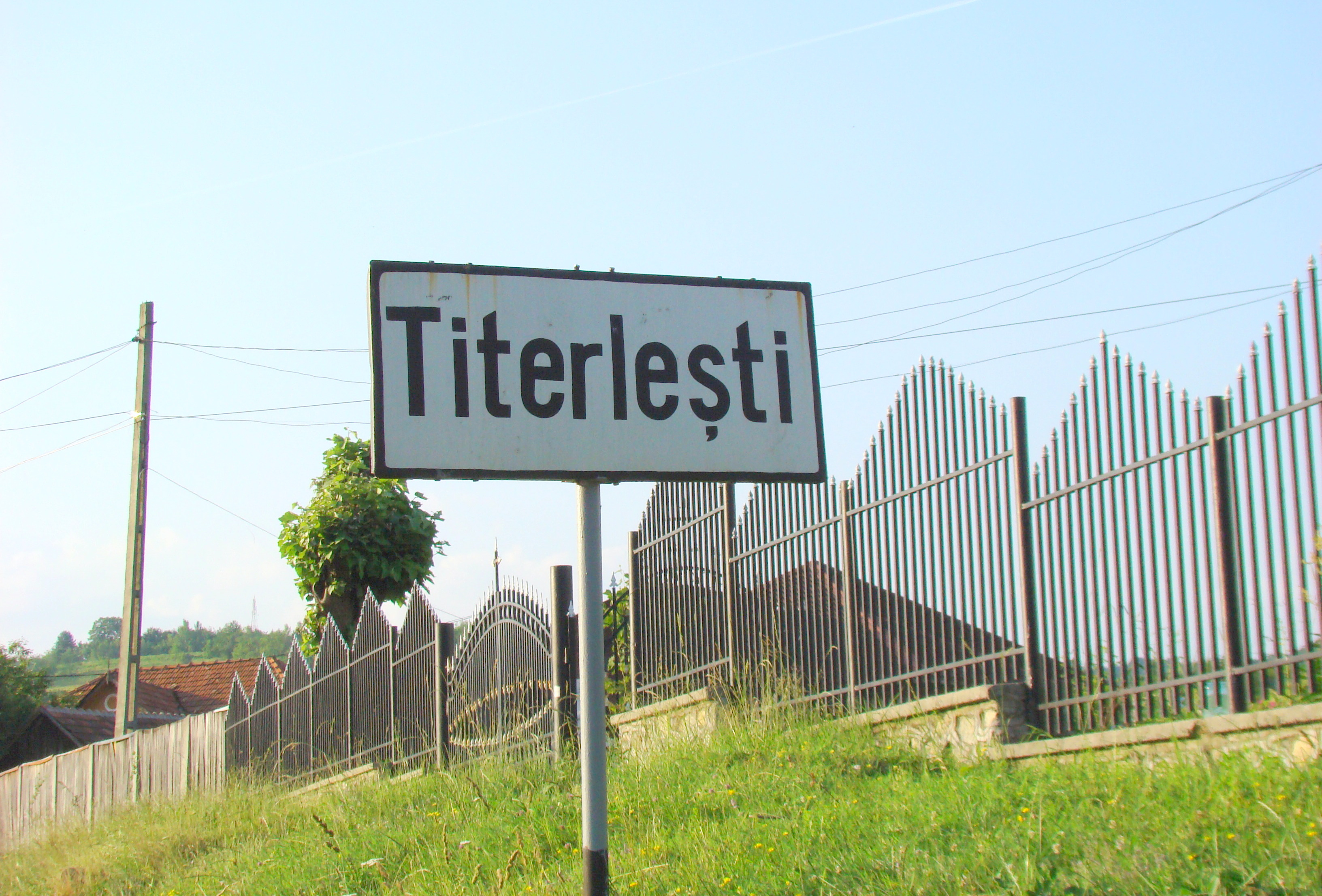
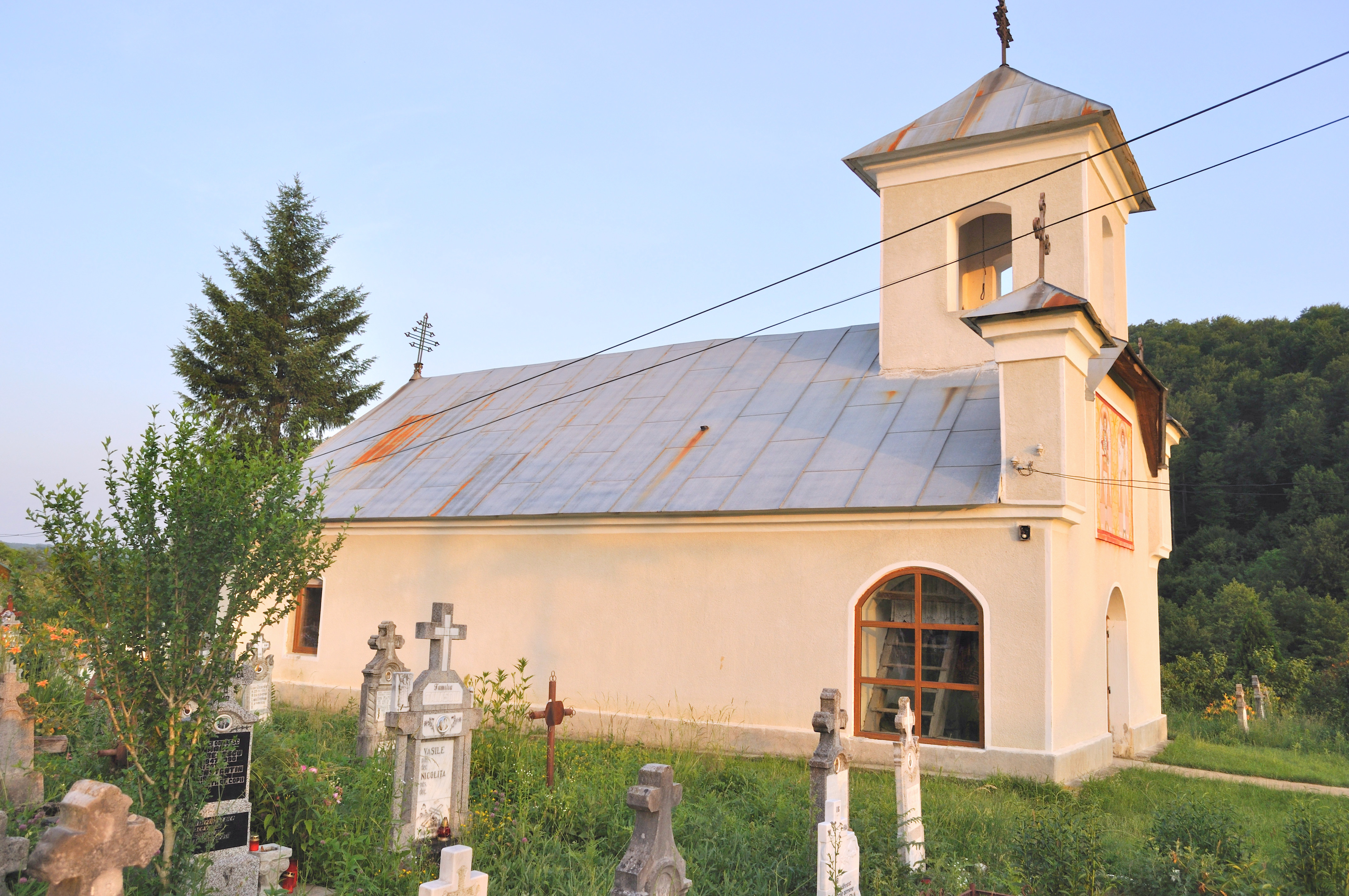
Biserica (nord)
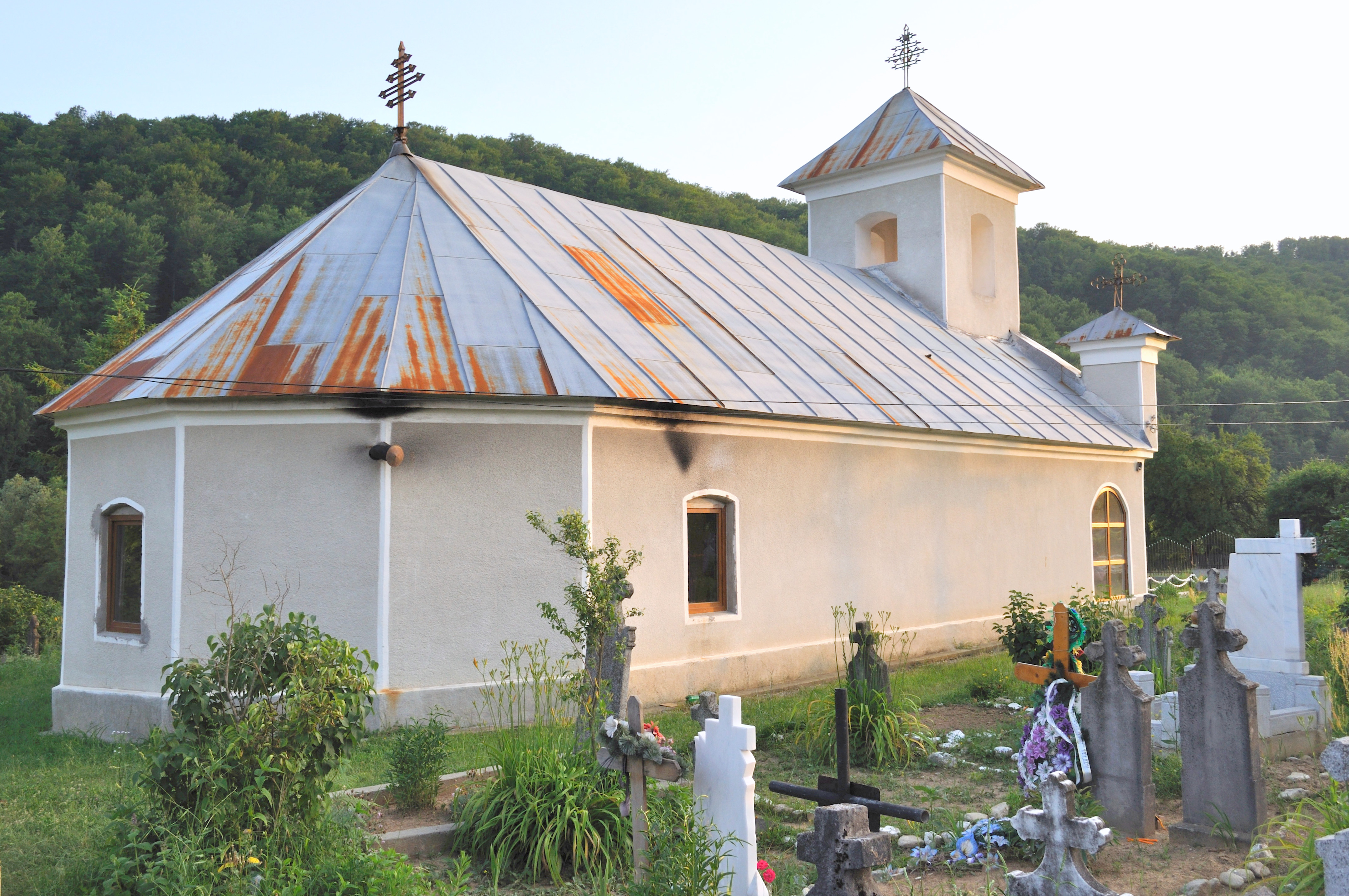
Biserica (sud-est)
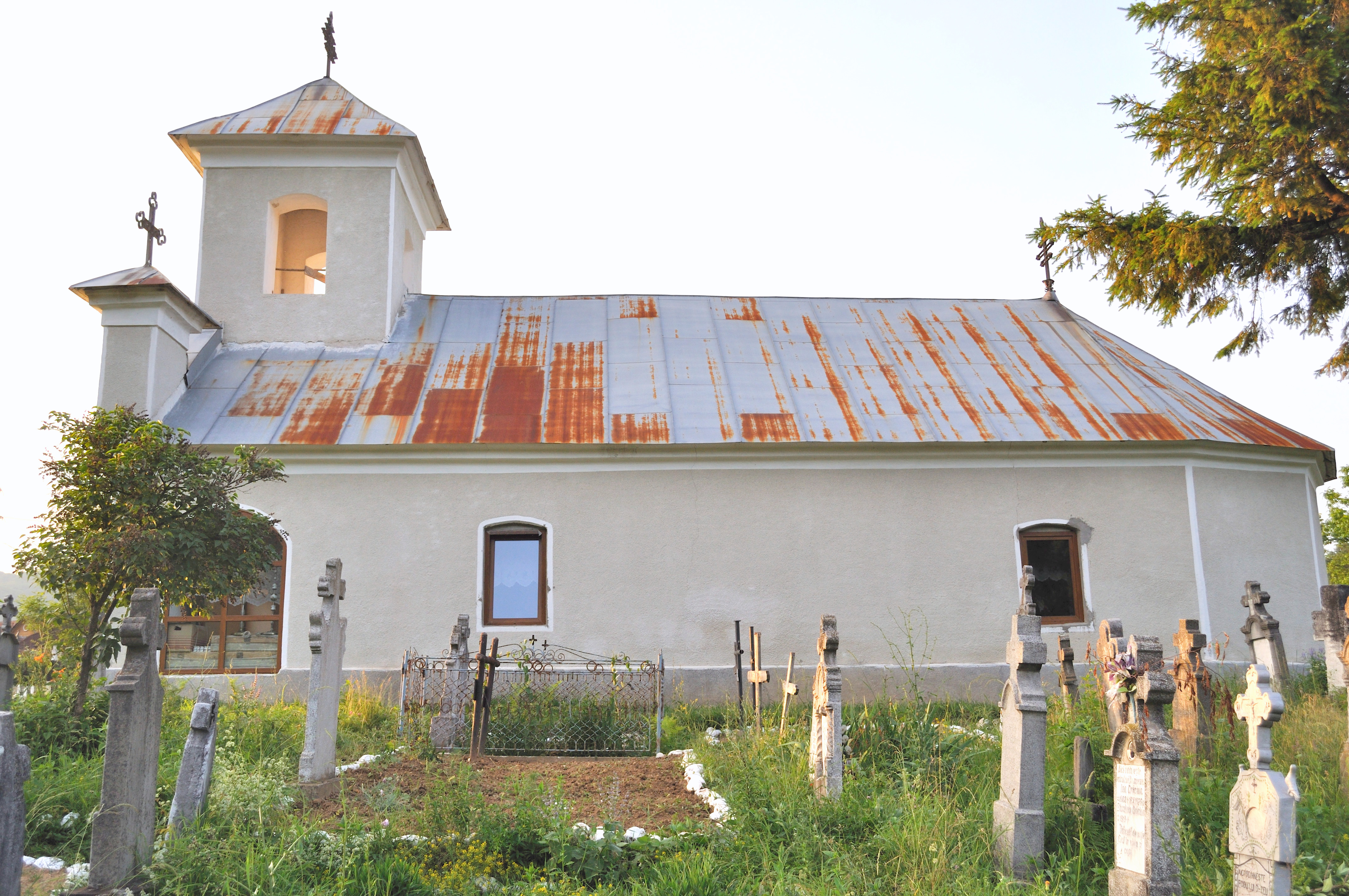
Biserica (sud)
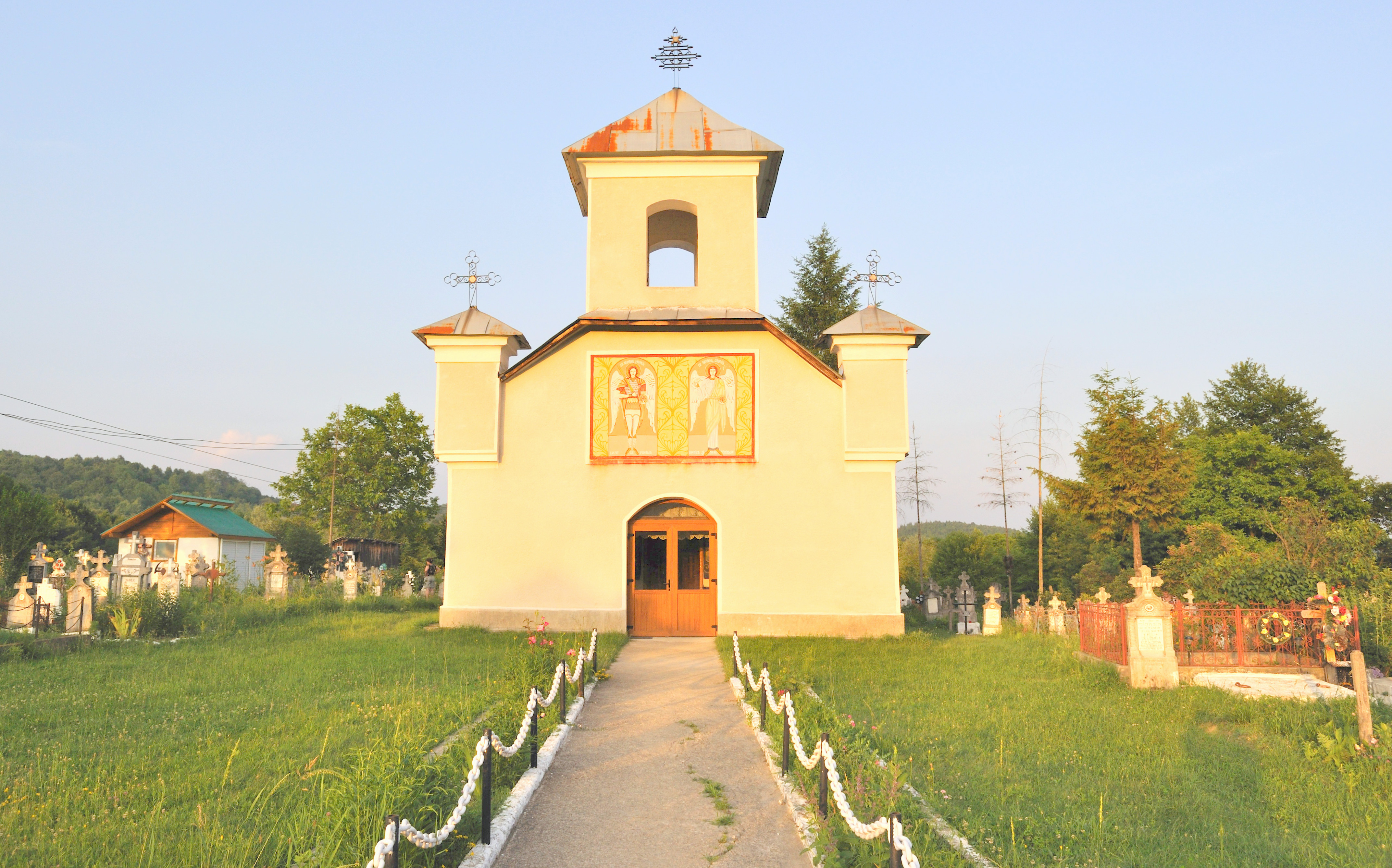
Biserica (vest)
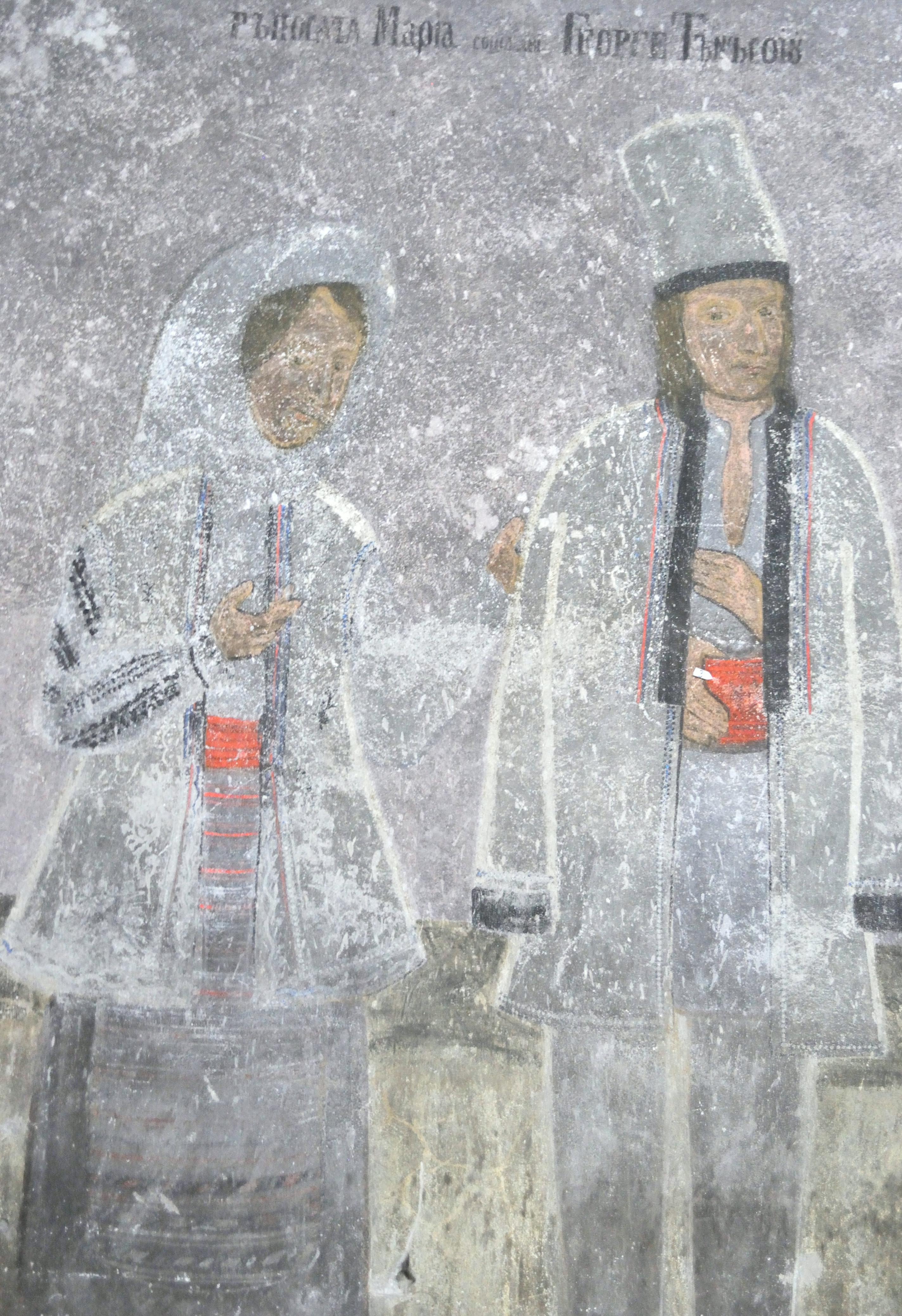
Ctitorii bisericii
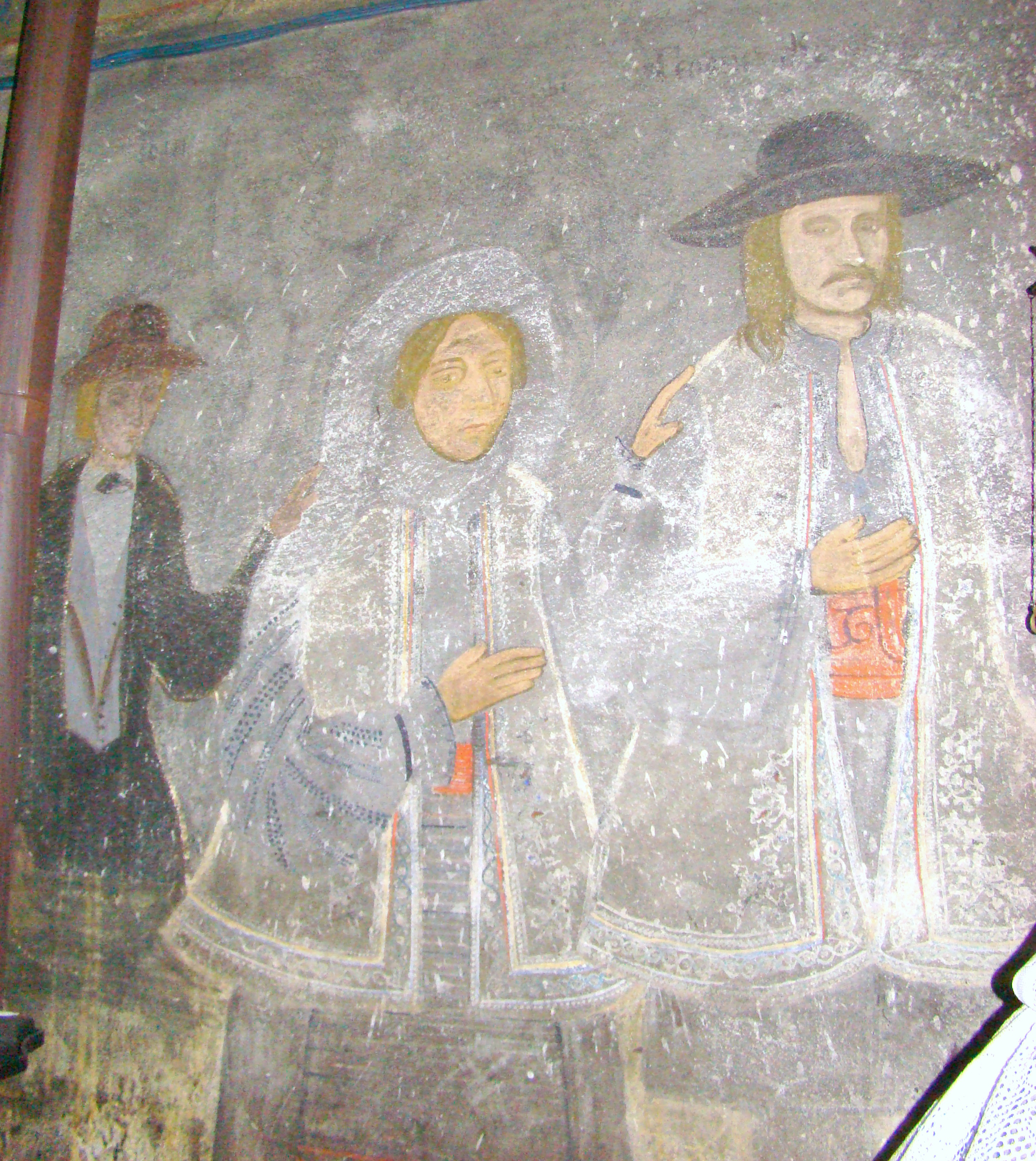
Ctitorii bisericii
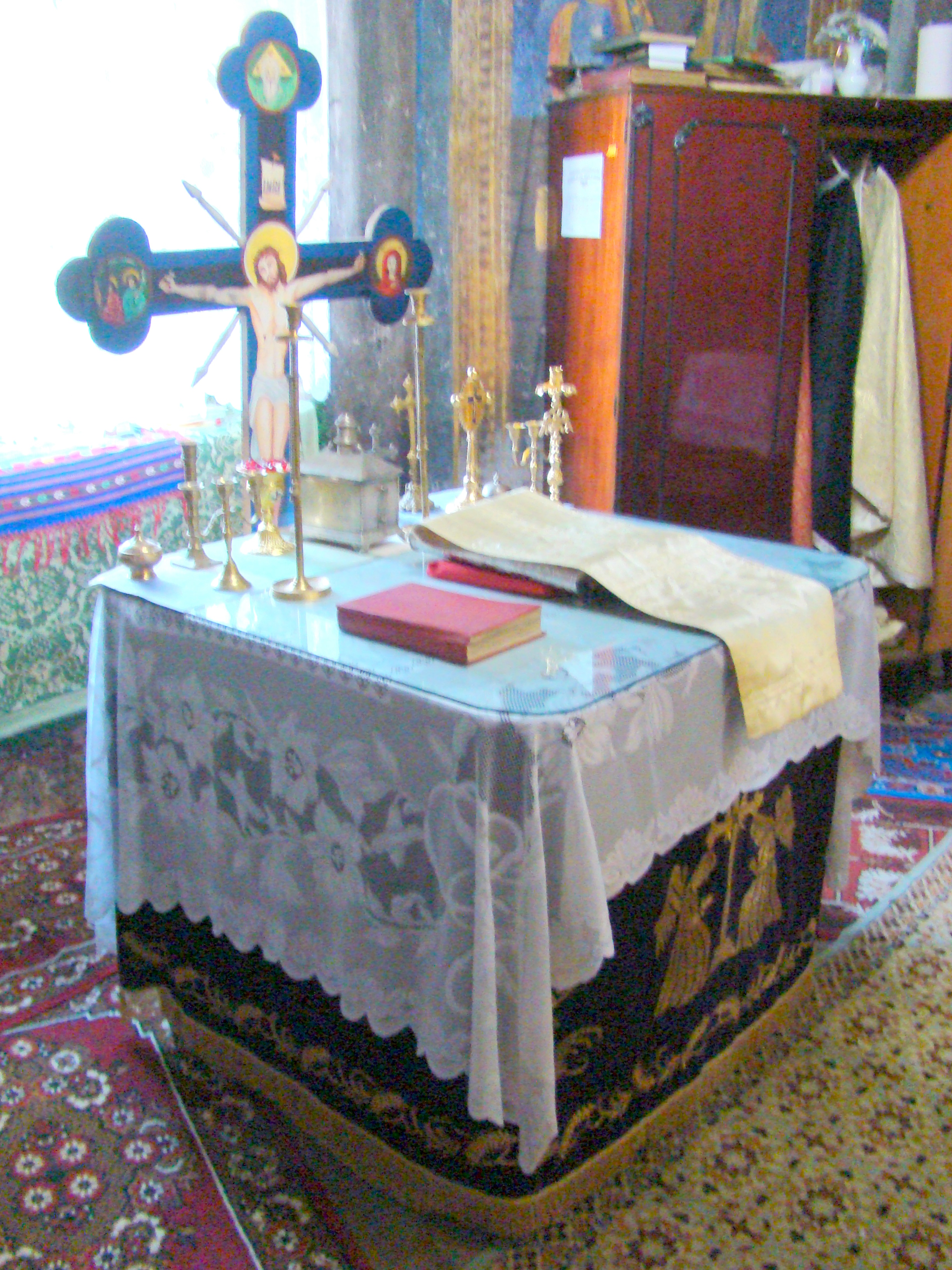
Masa altarului
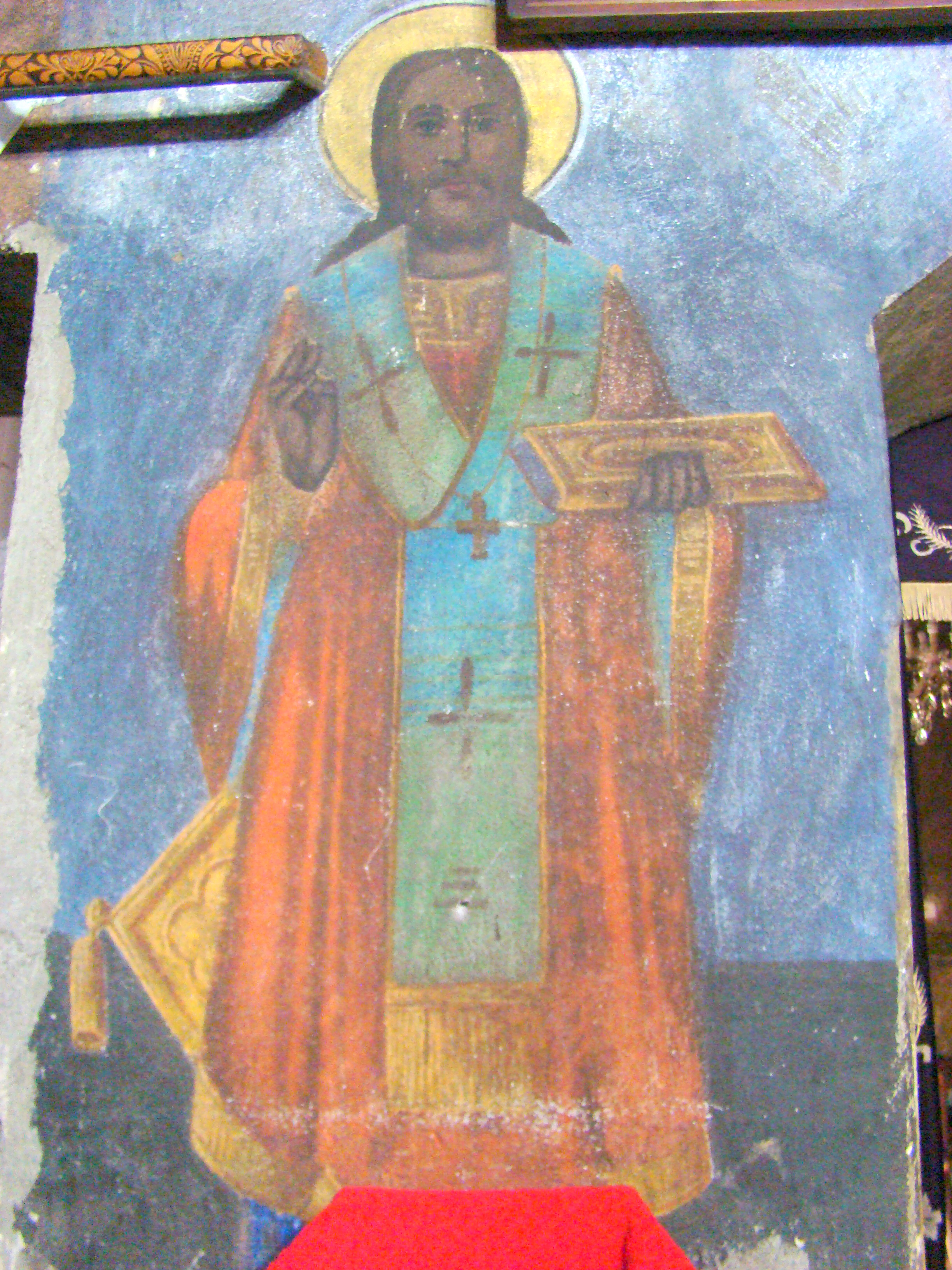
Pictura altarului
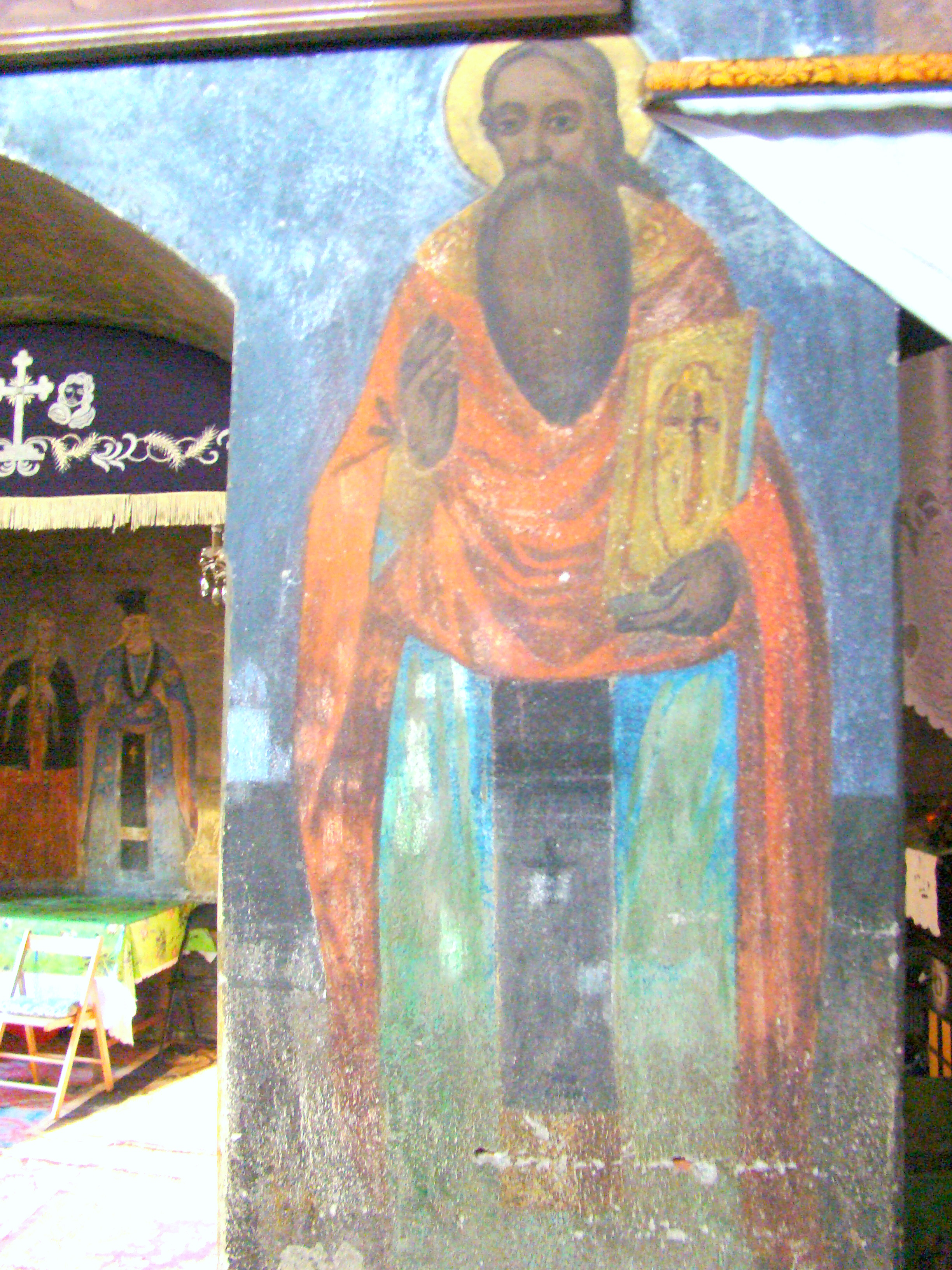
Pictura altarului
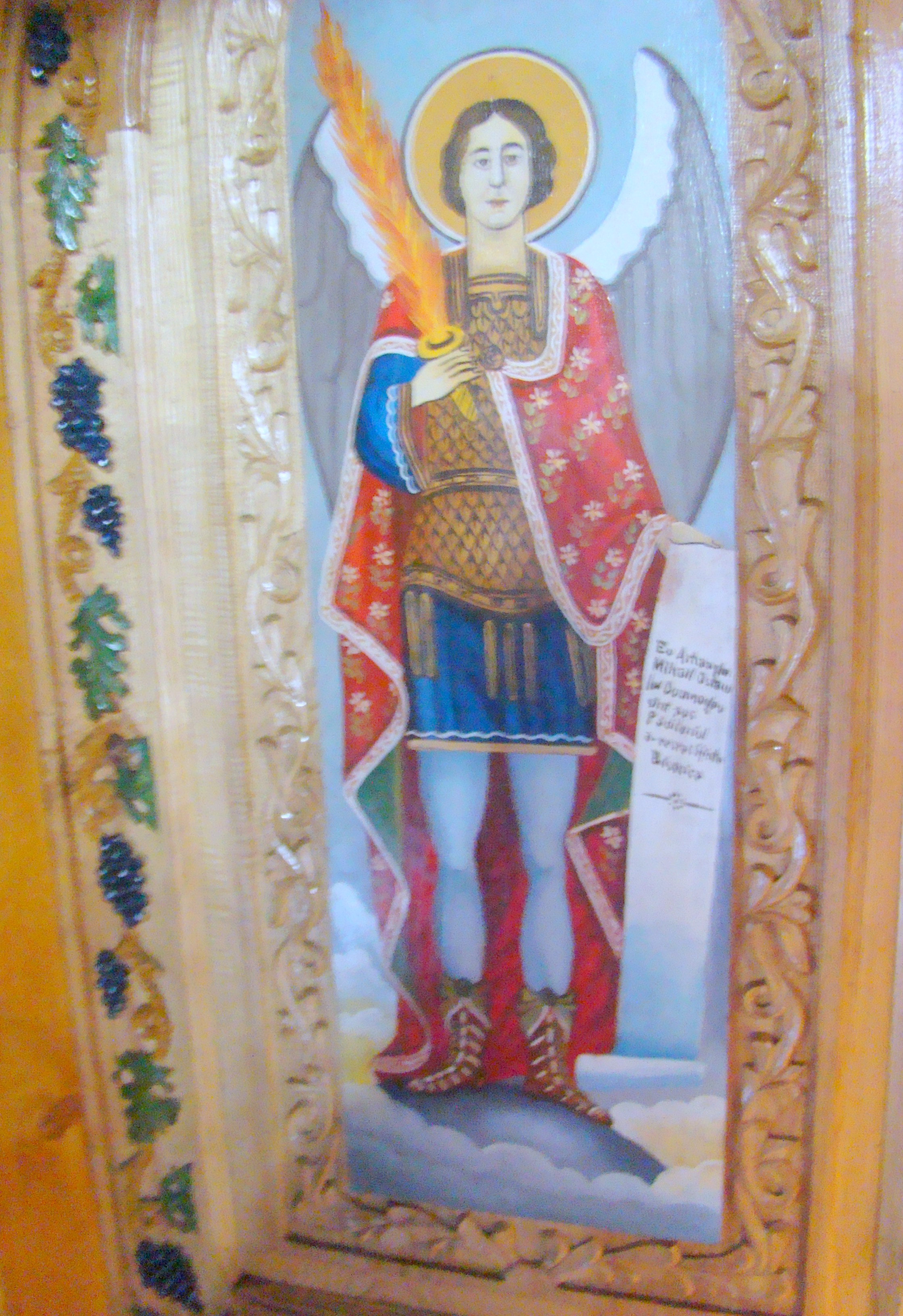
Ușă diaconească
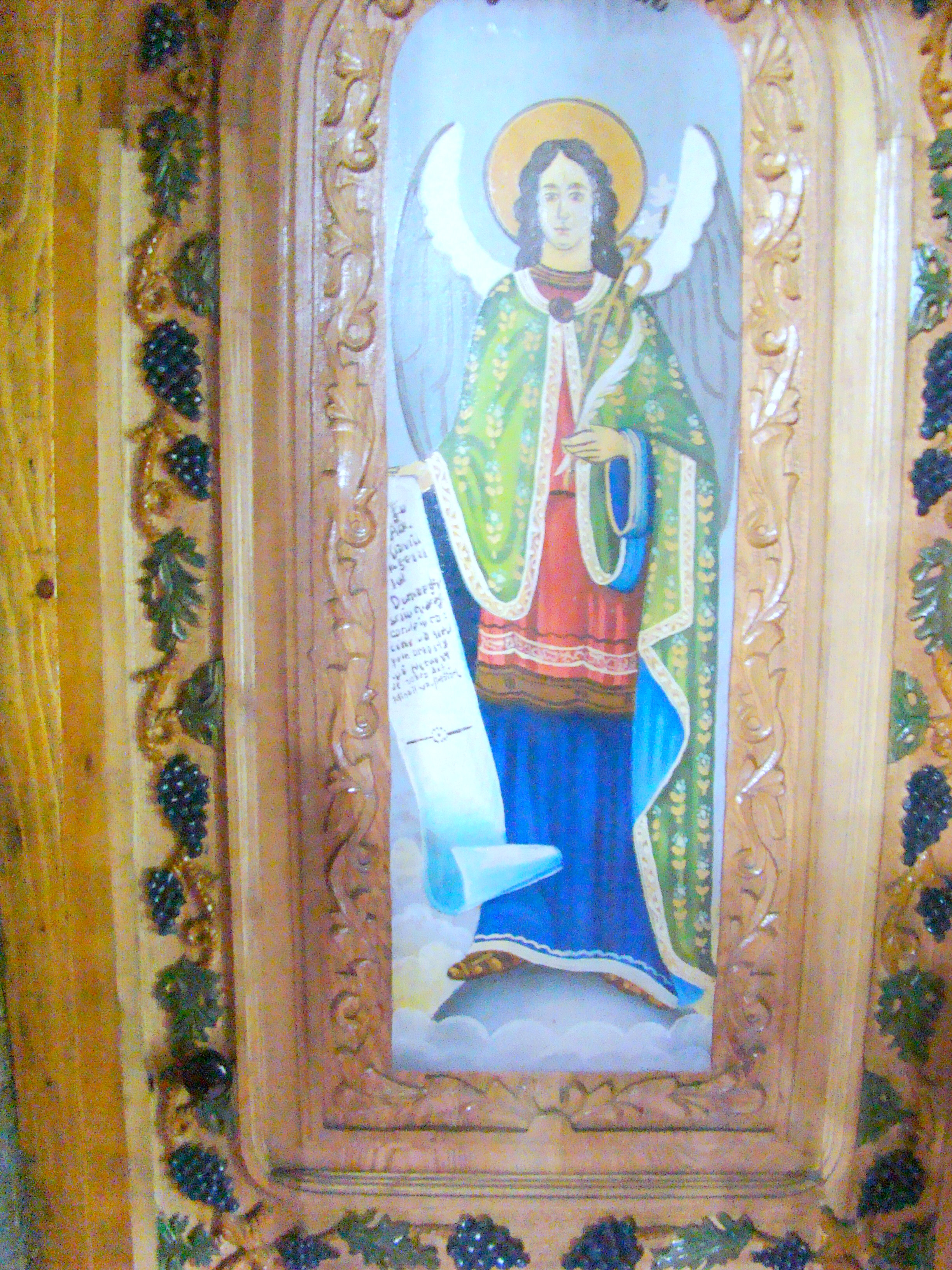
Ușă diaconească
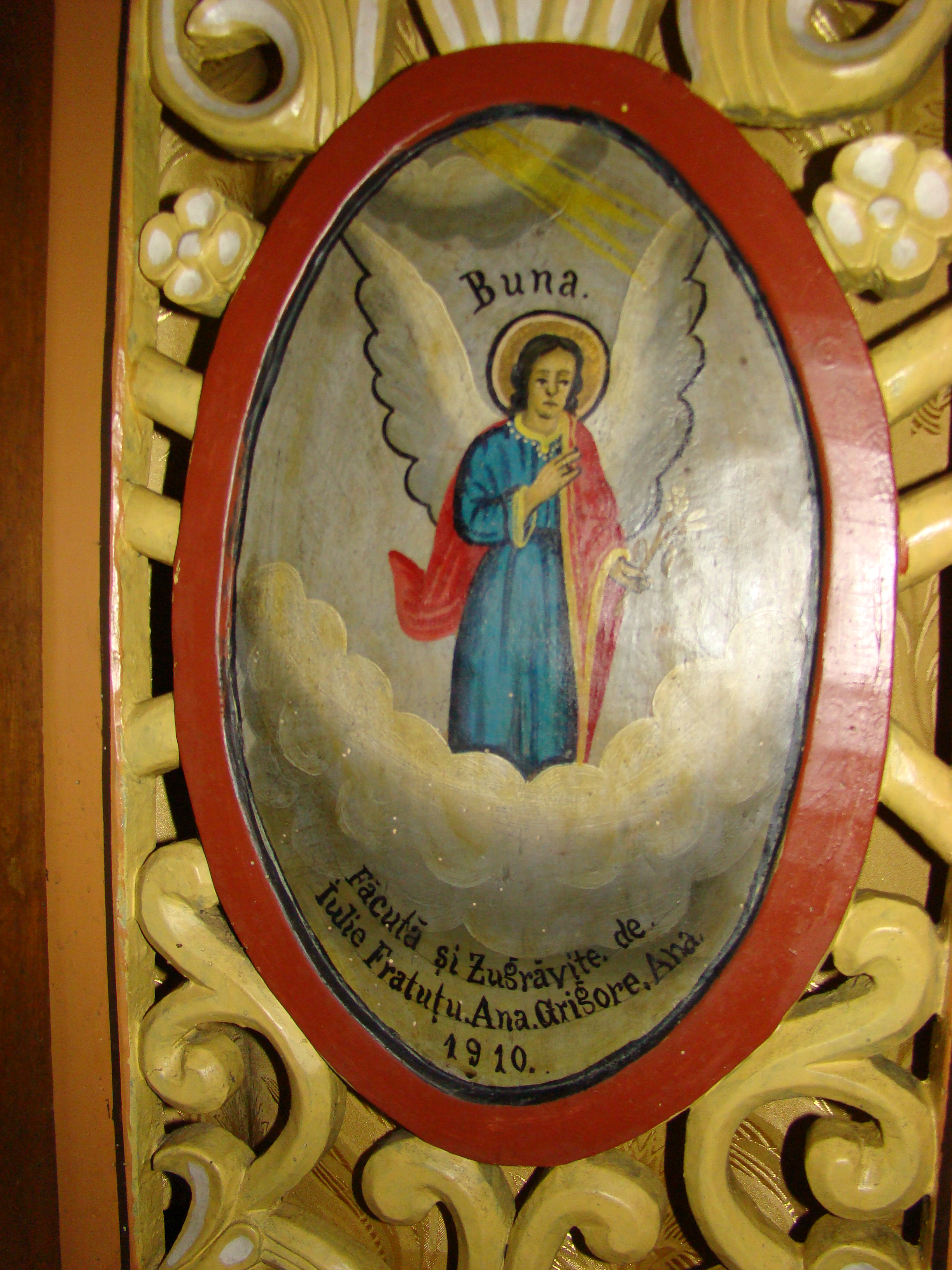
Ușă împărătească (detaliu)
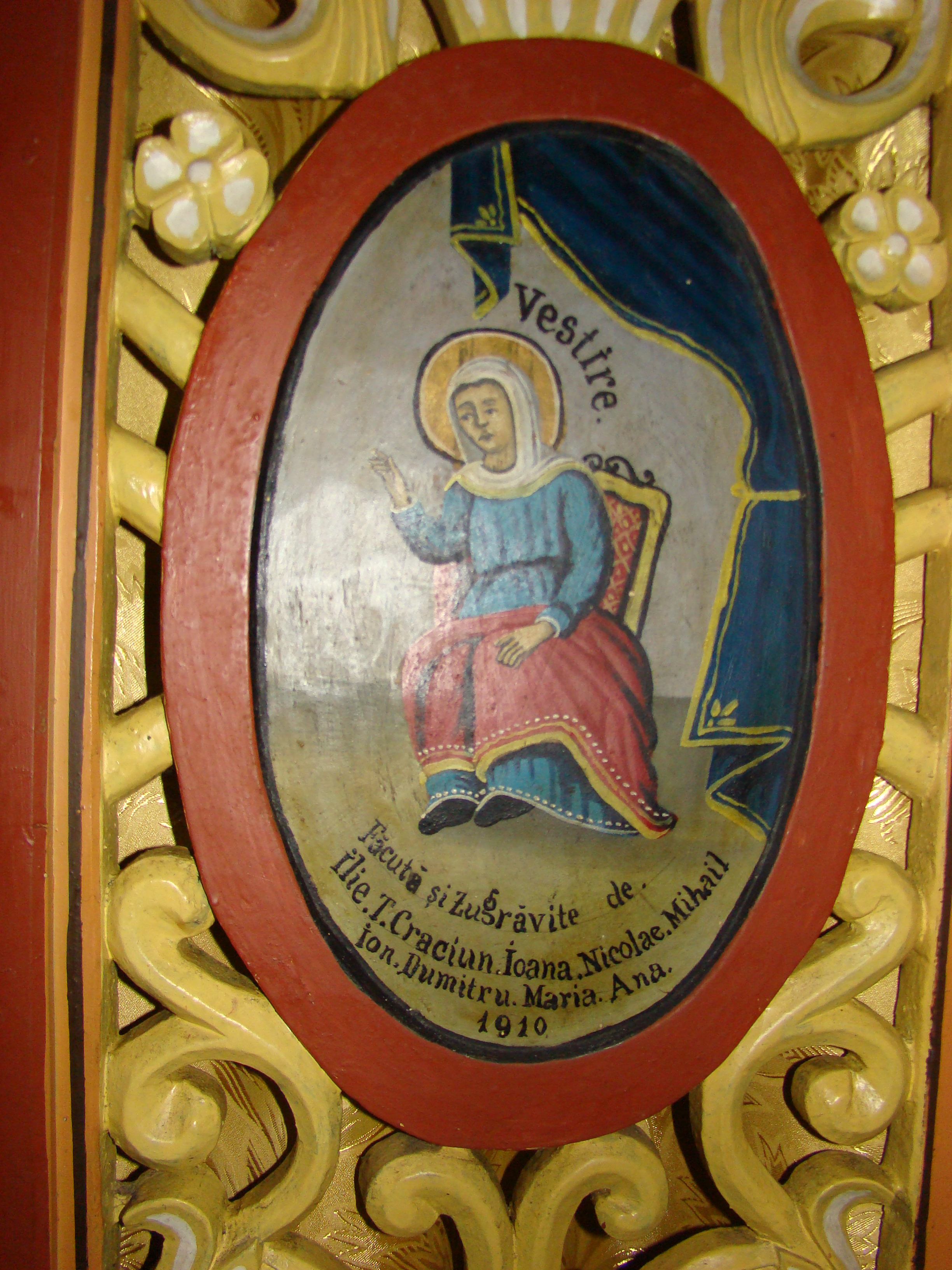
Ușă împărătească (detaliu)
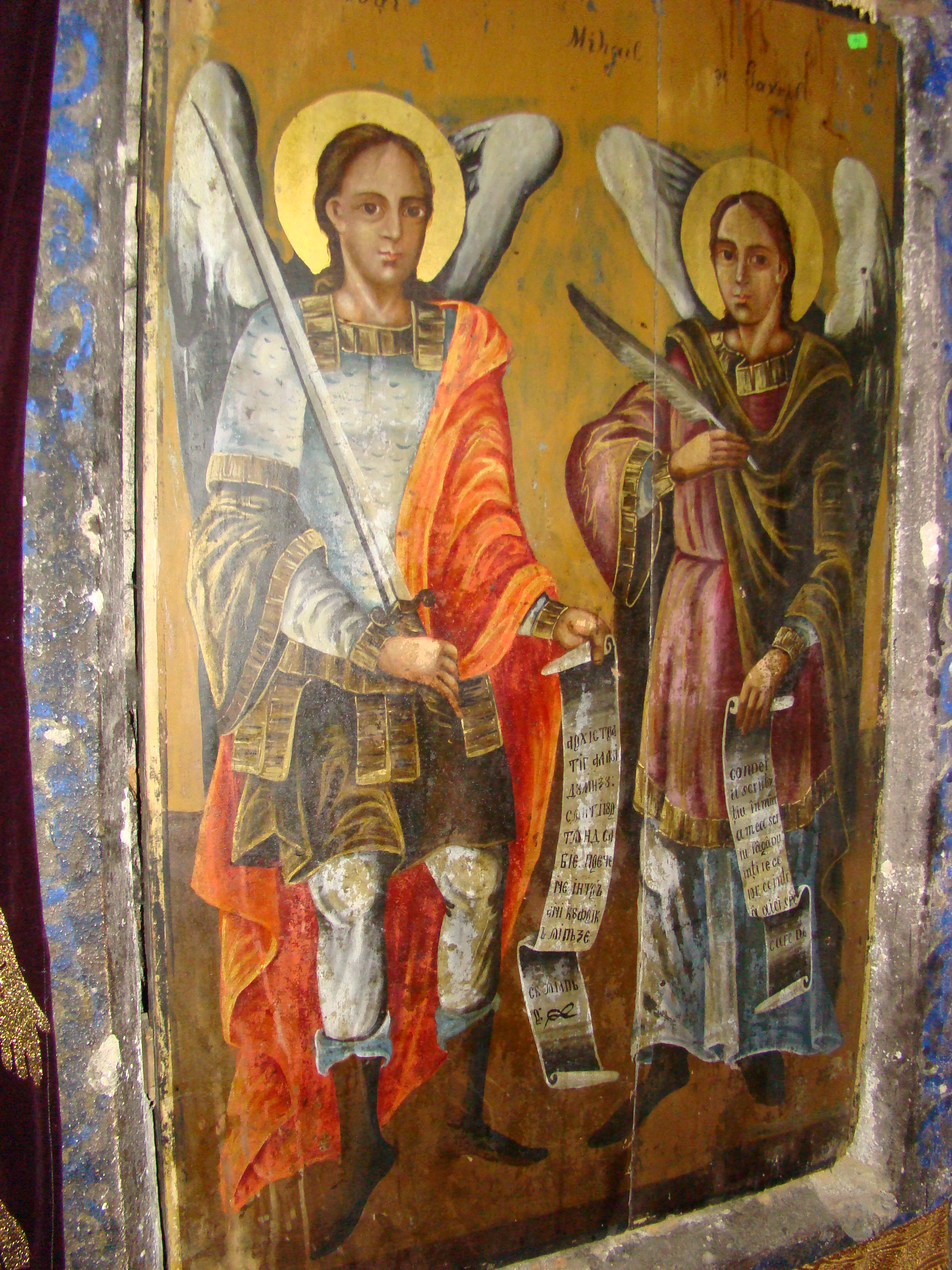
Sfinții Voievozi
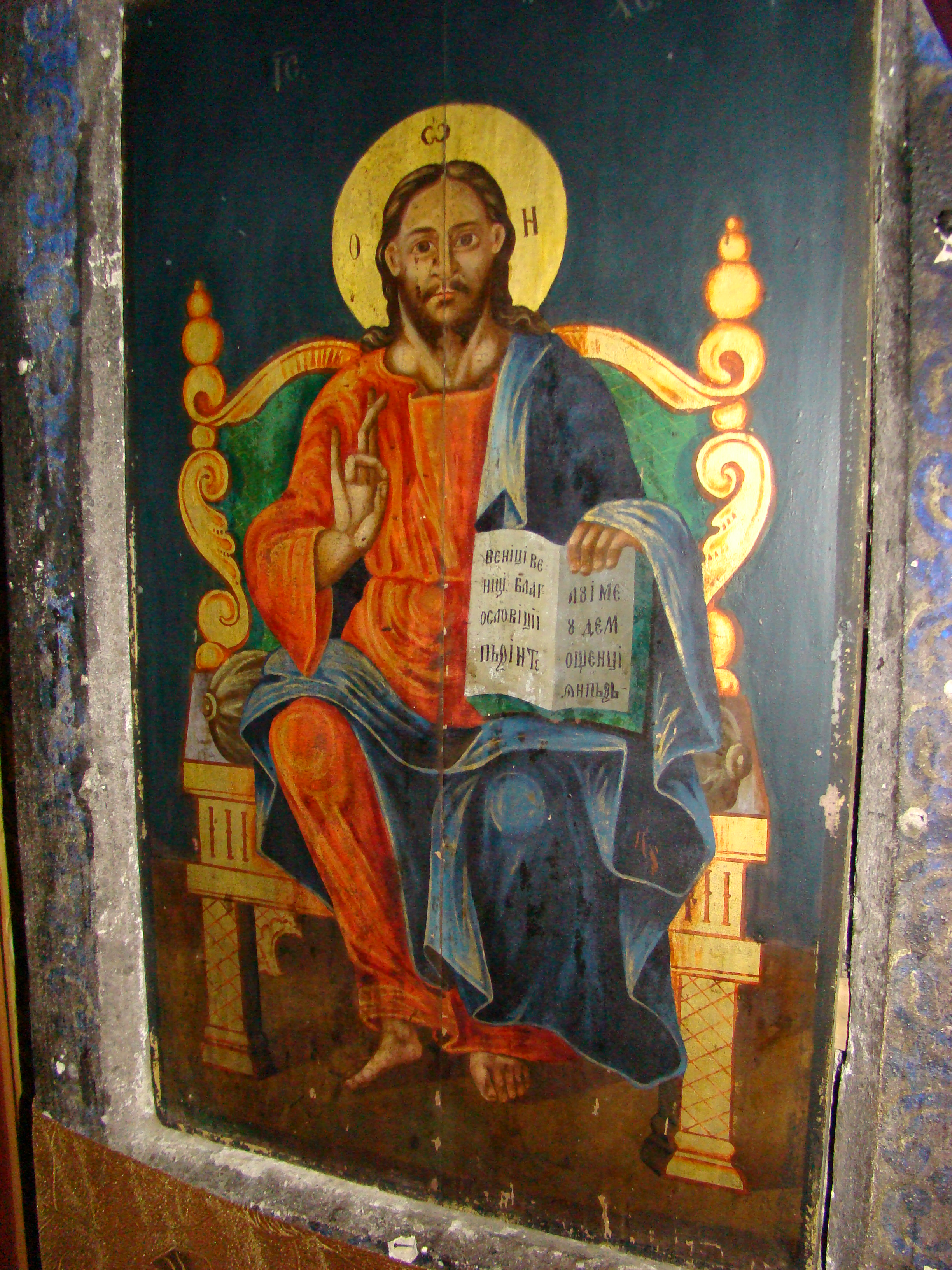
Iisus binecuvântând
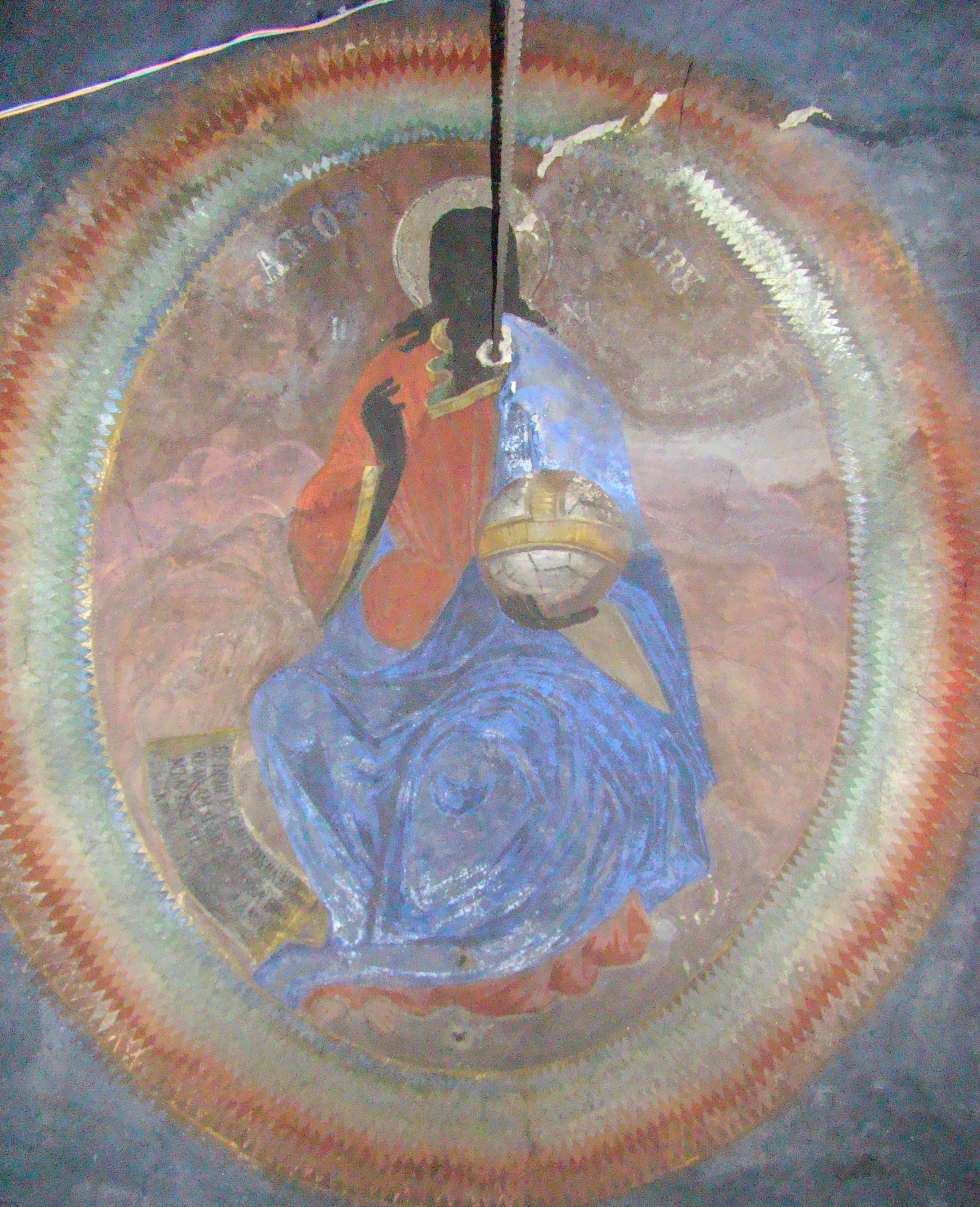
Pantocrator
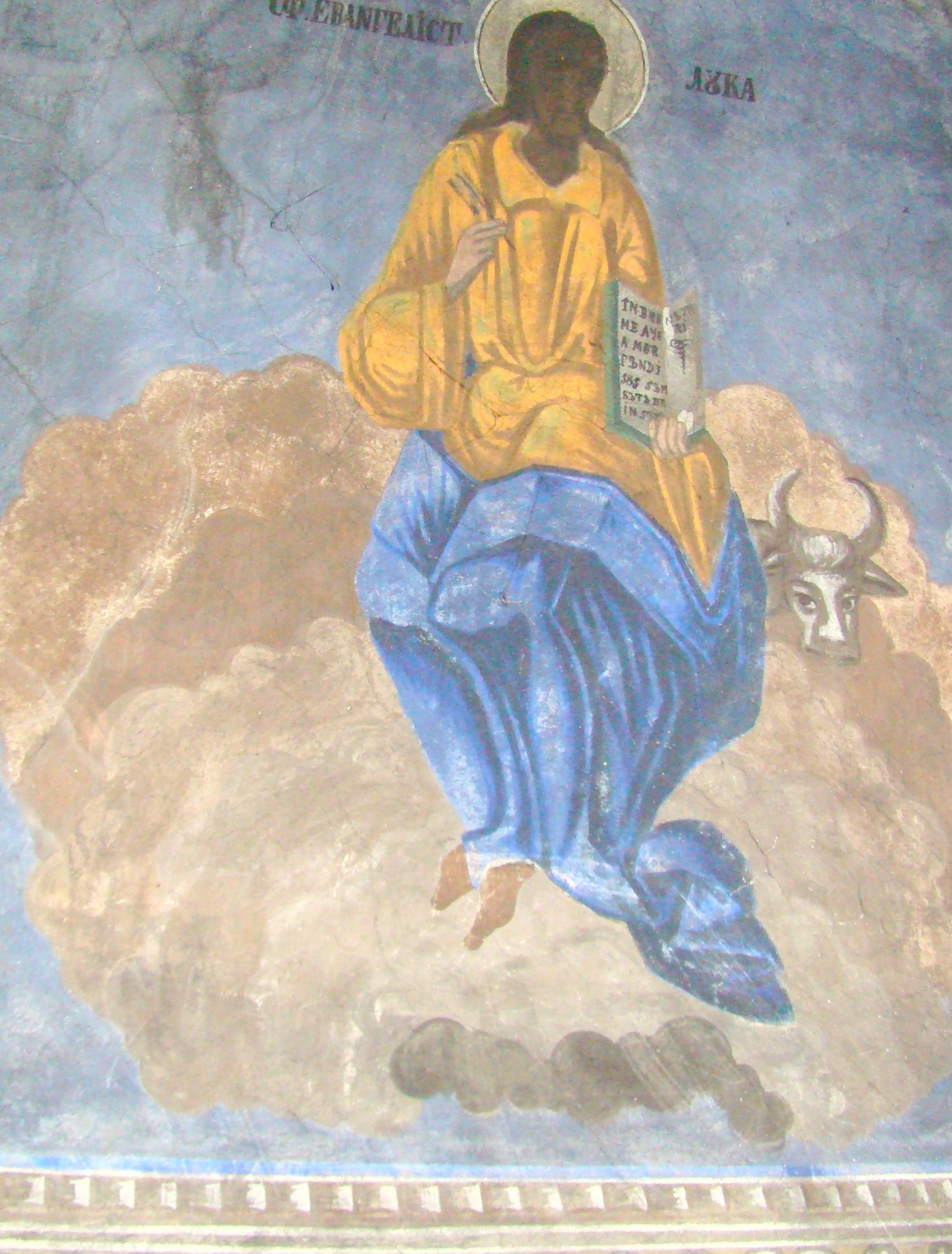
Sfântul Evanghelist Luca
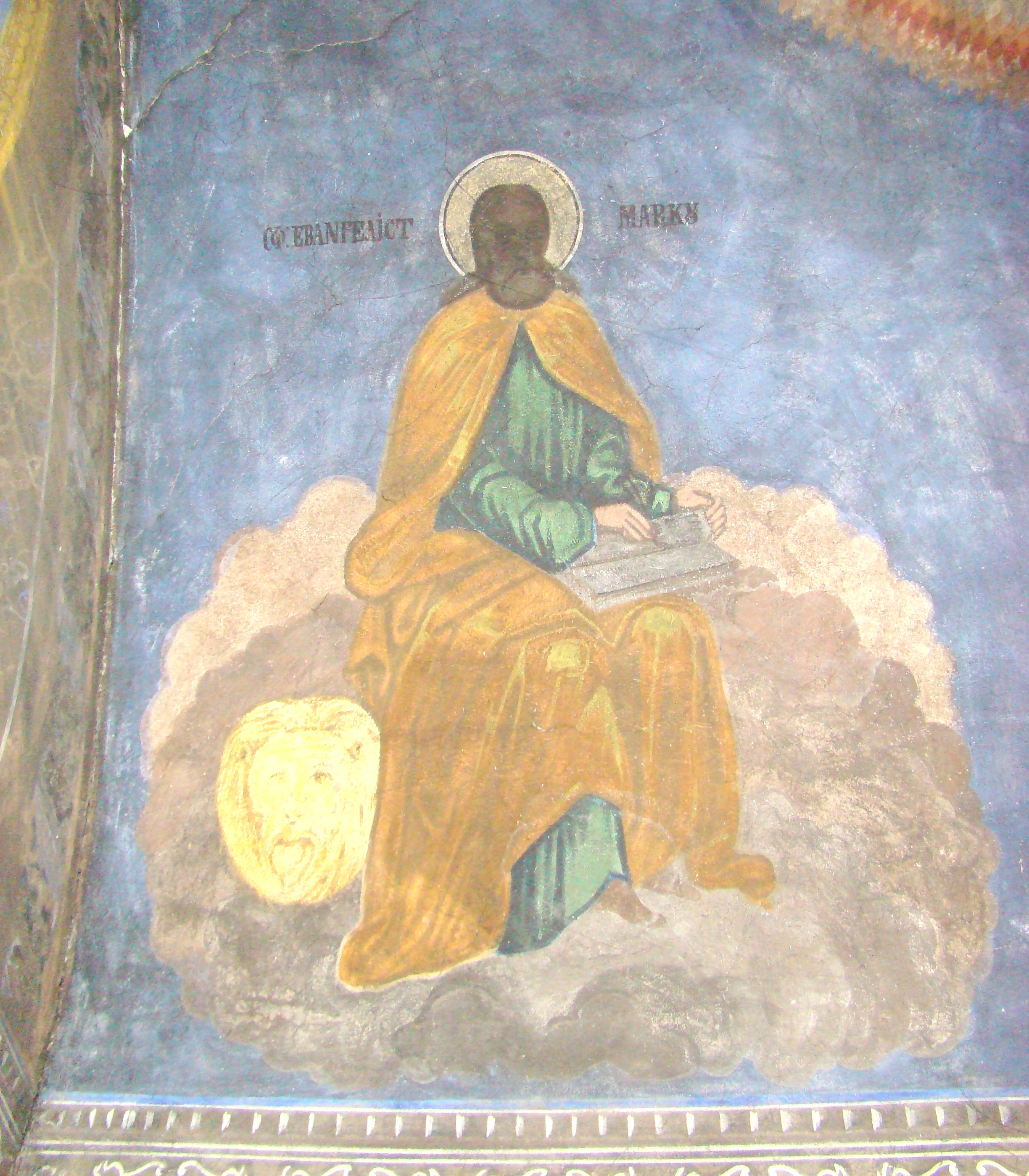
Sfântul Evanghelist Marcu
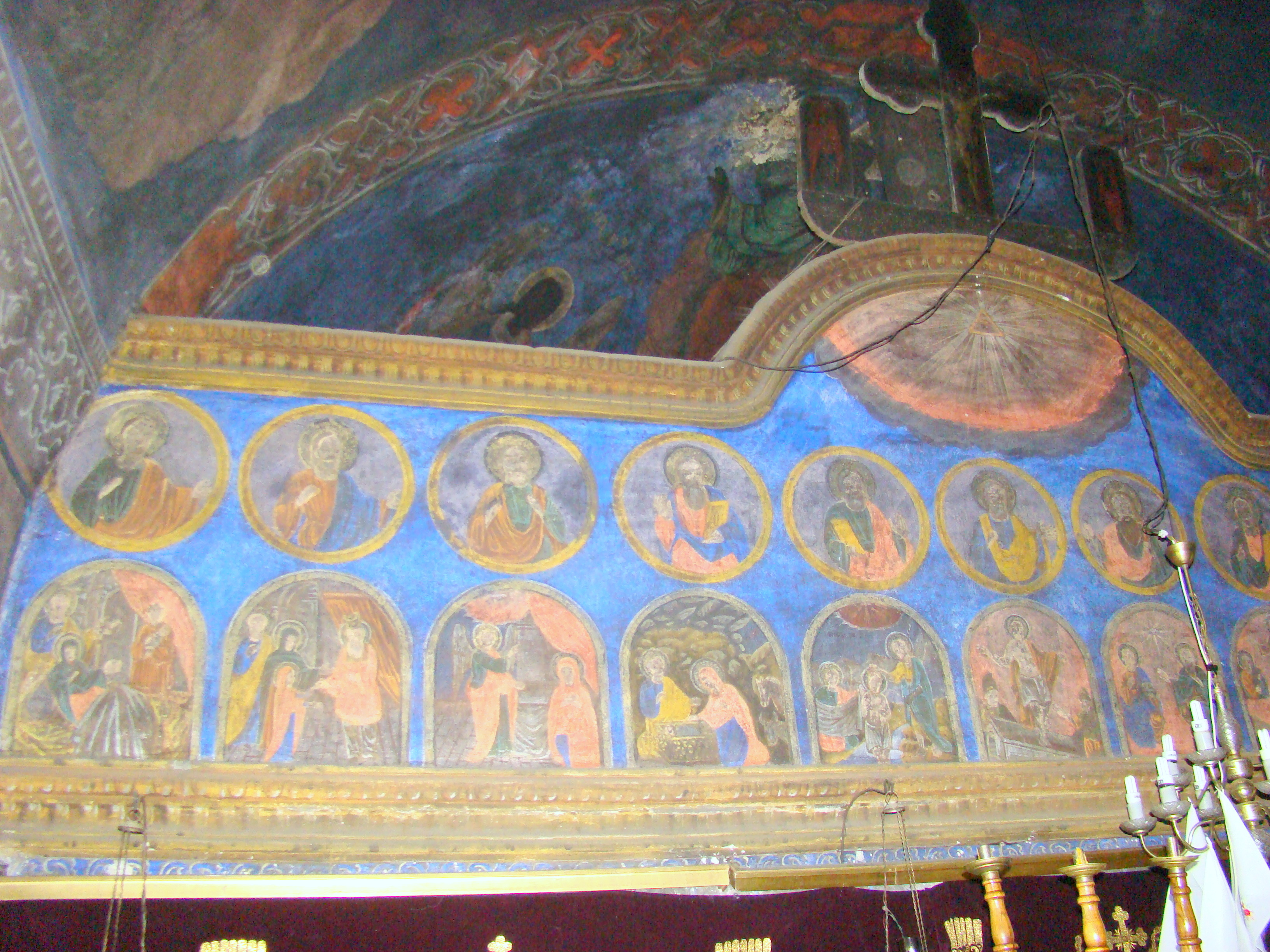
Tâmpla bisericii (partea stângă)
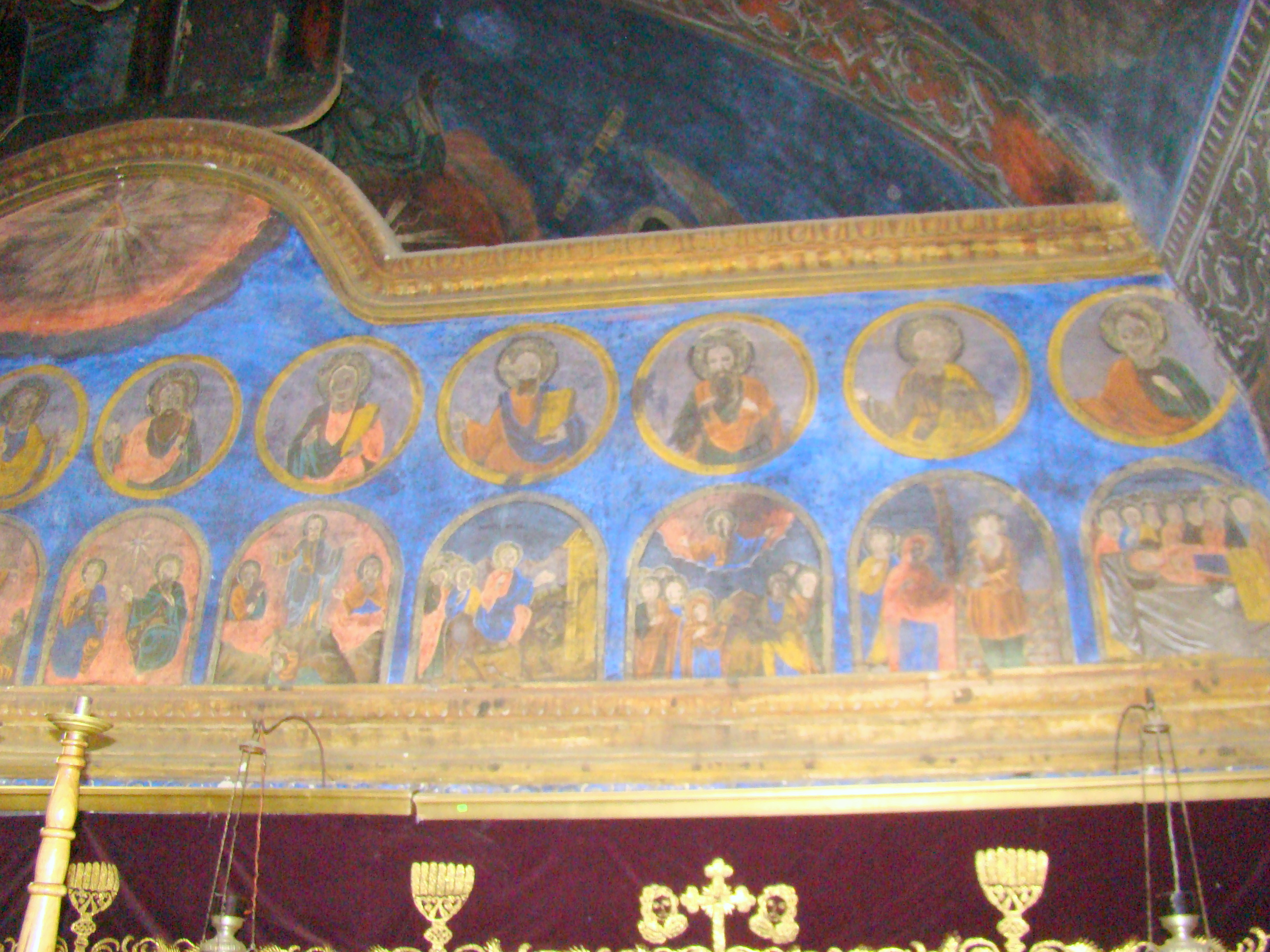
Tâmpla bisericii (dreapta)
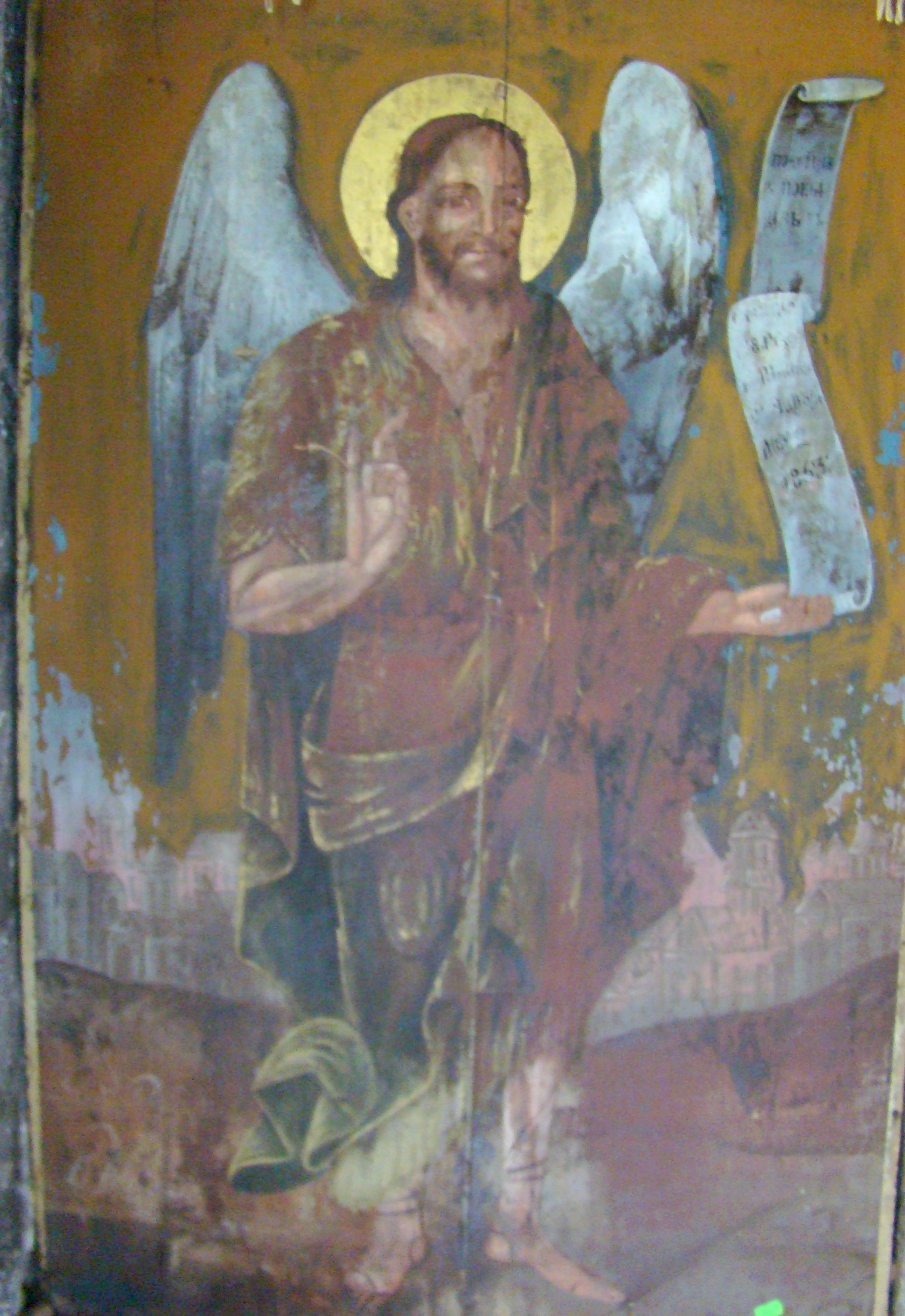
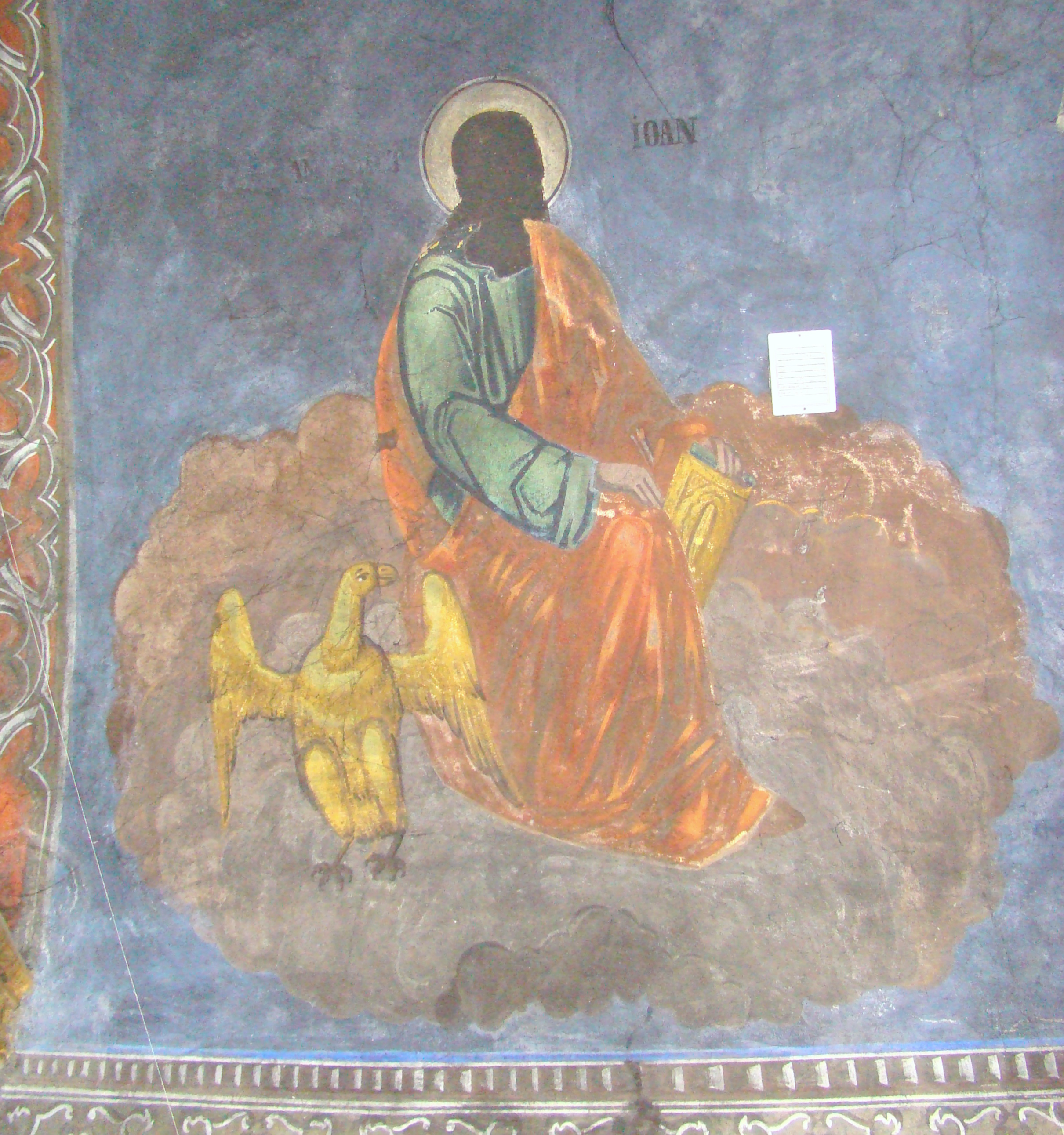
Sfântul Evanghelist Ioan
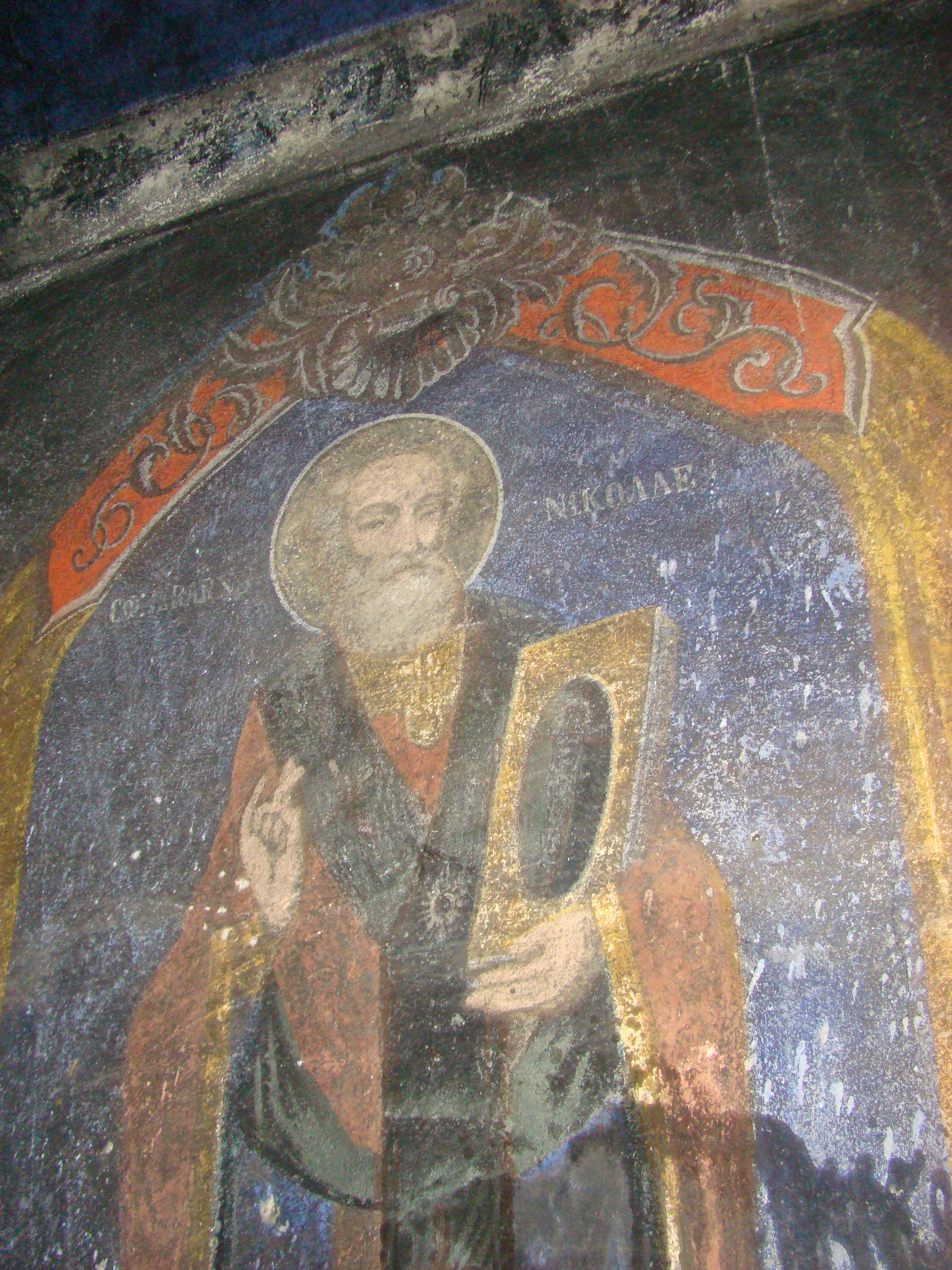
Sfântul Ierarh Nicolae
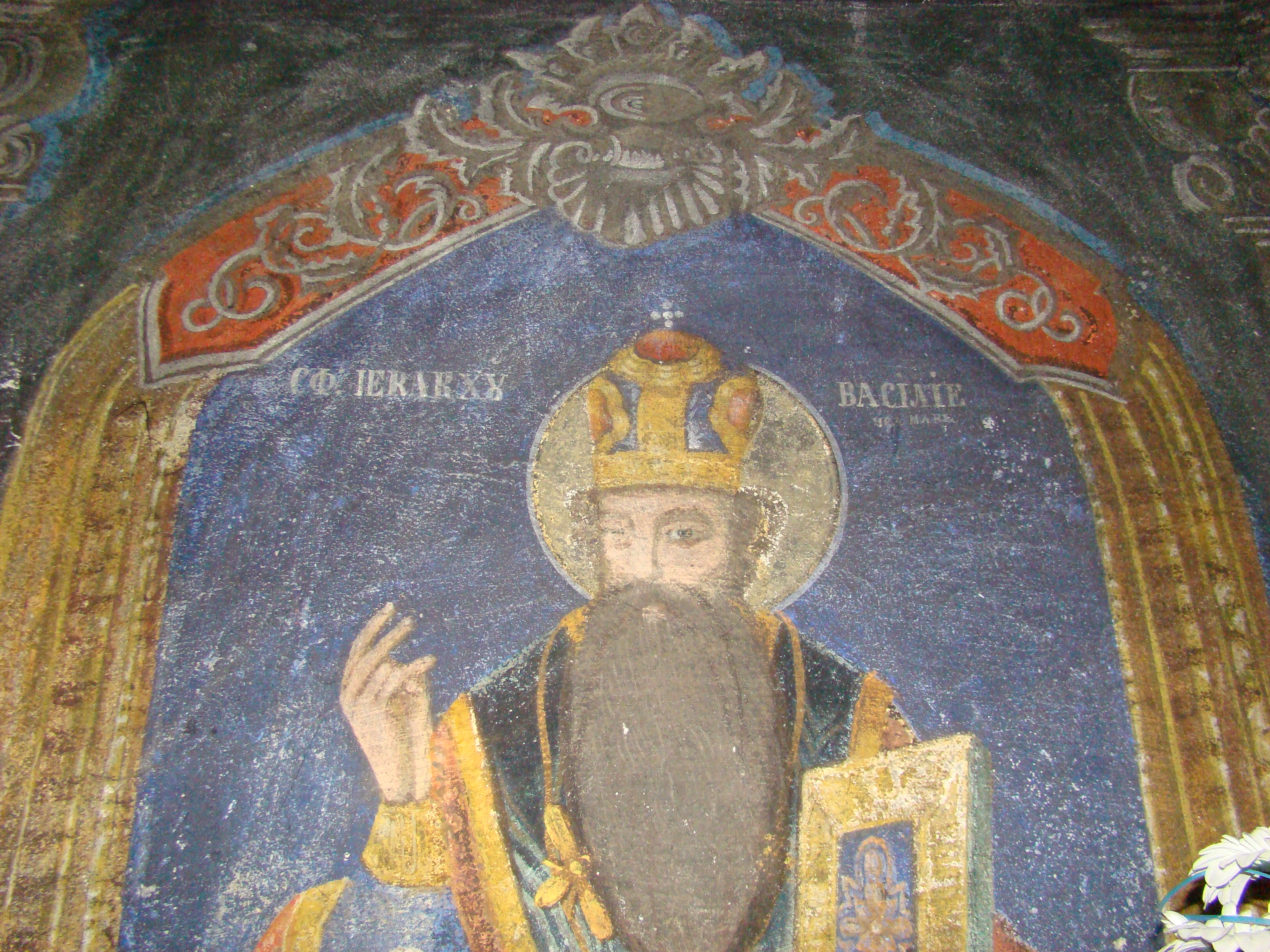
Sfântul Ierarh Vasile cel Mare
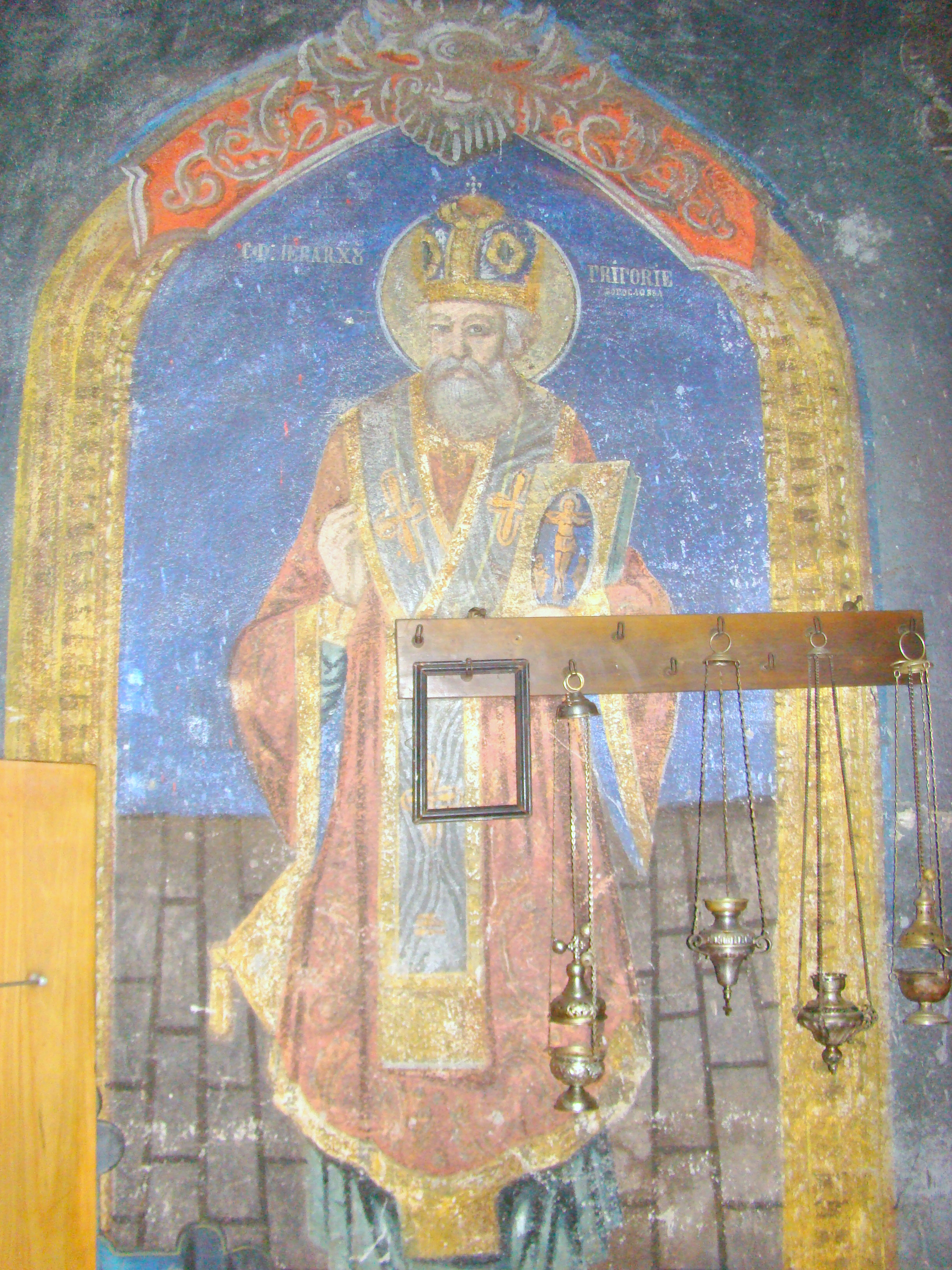
Sfântul Ierarh Grigore
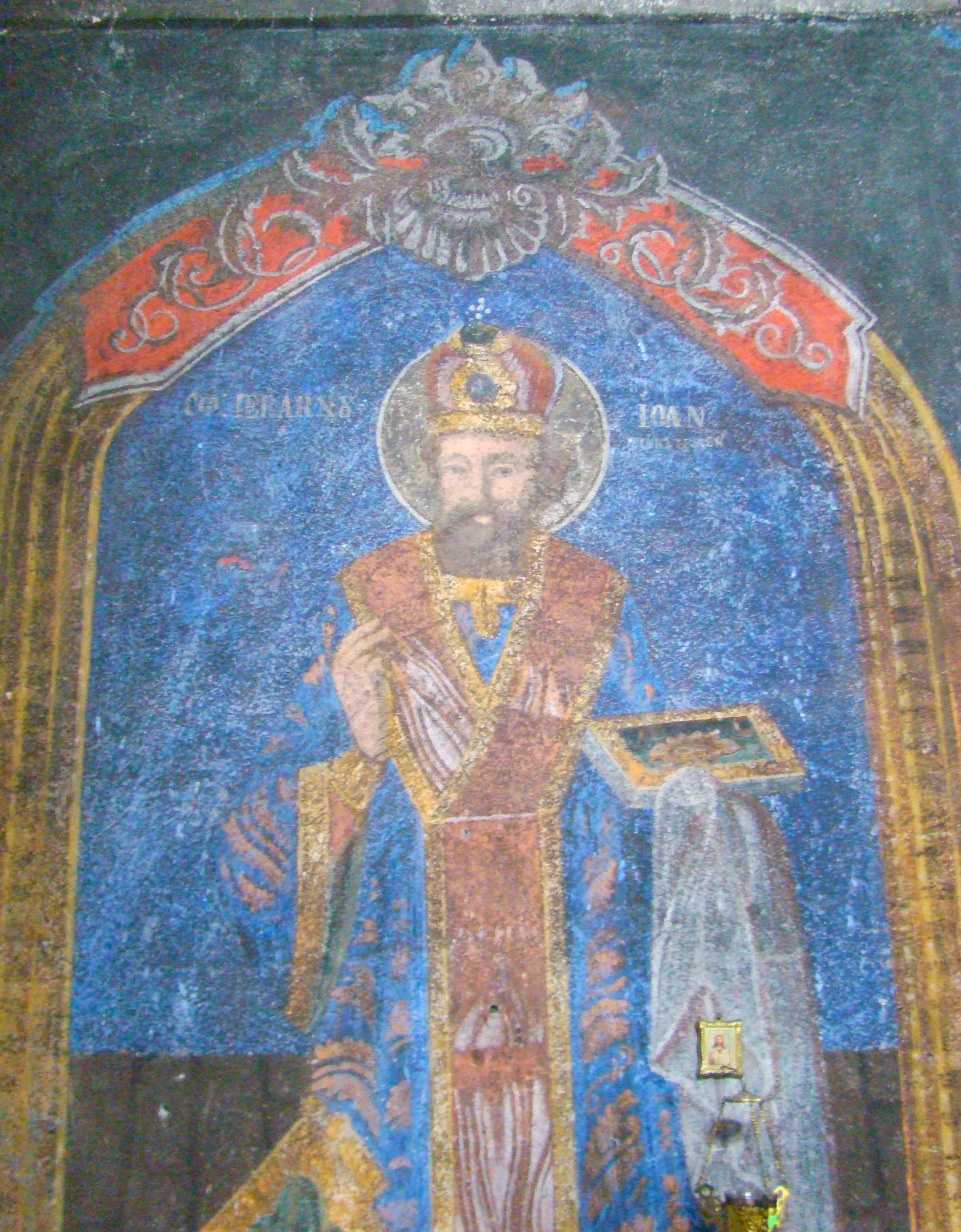
Sfântul Ierarh Ioan Gură de Aur
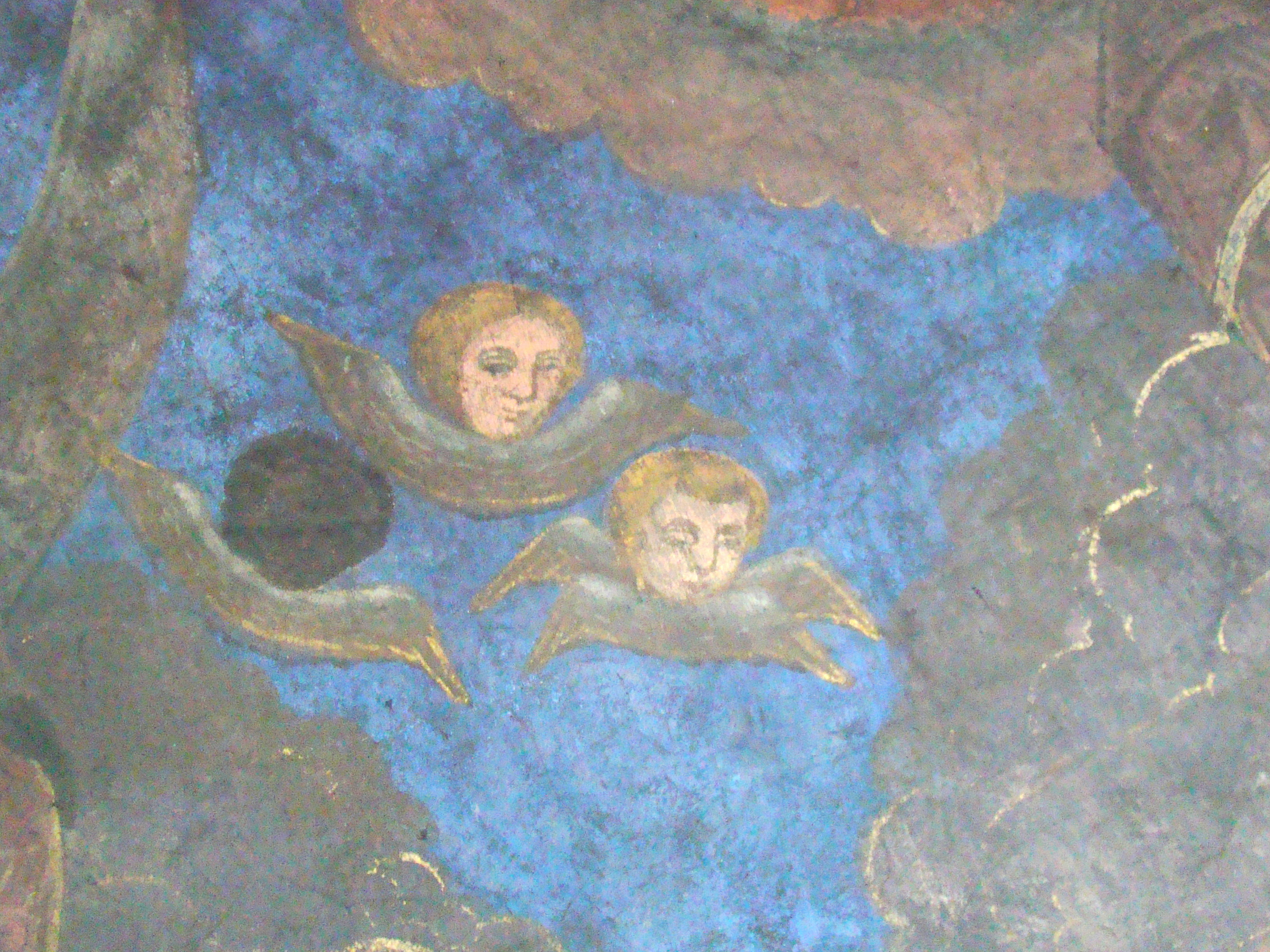
Heruvimi
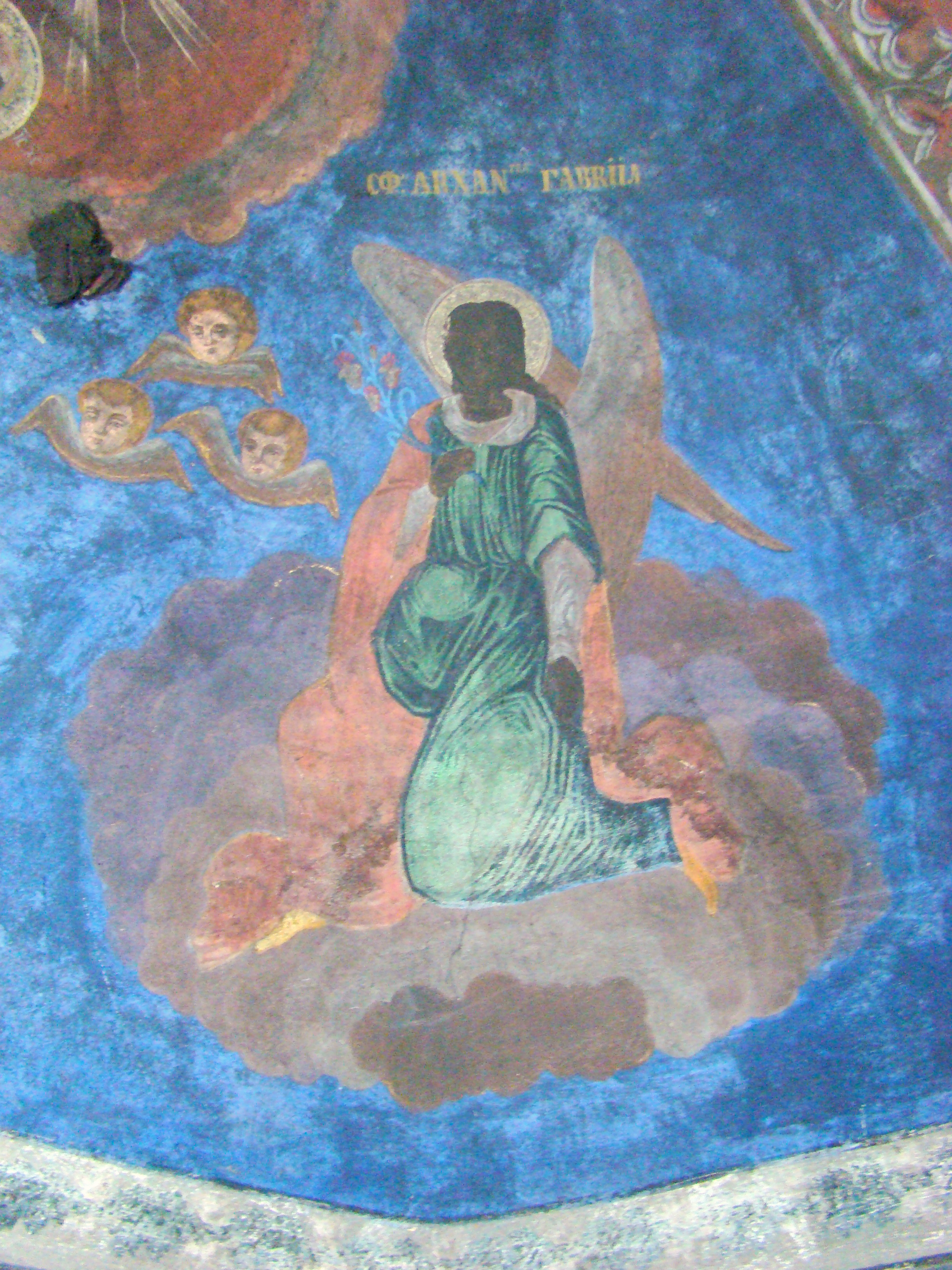
Arhanghelul Gavriil
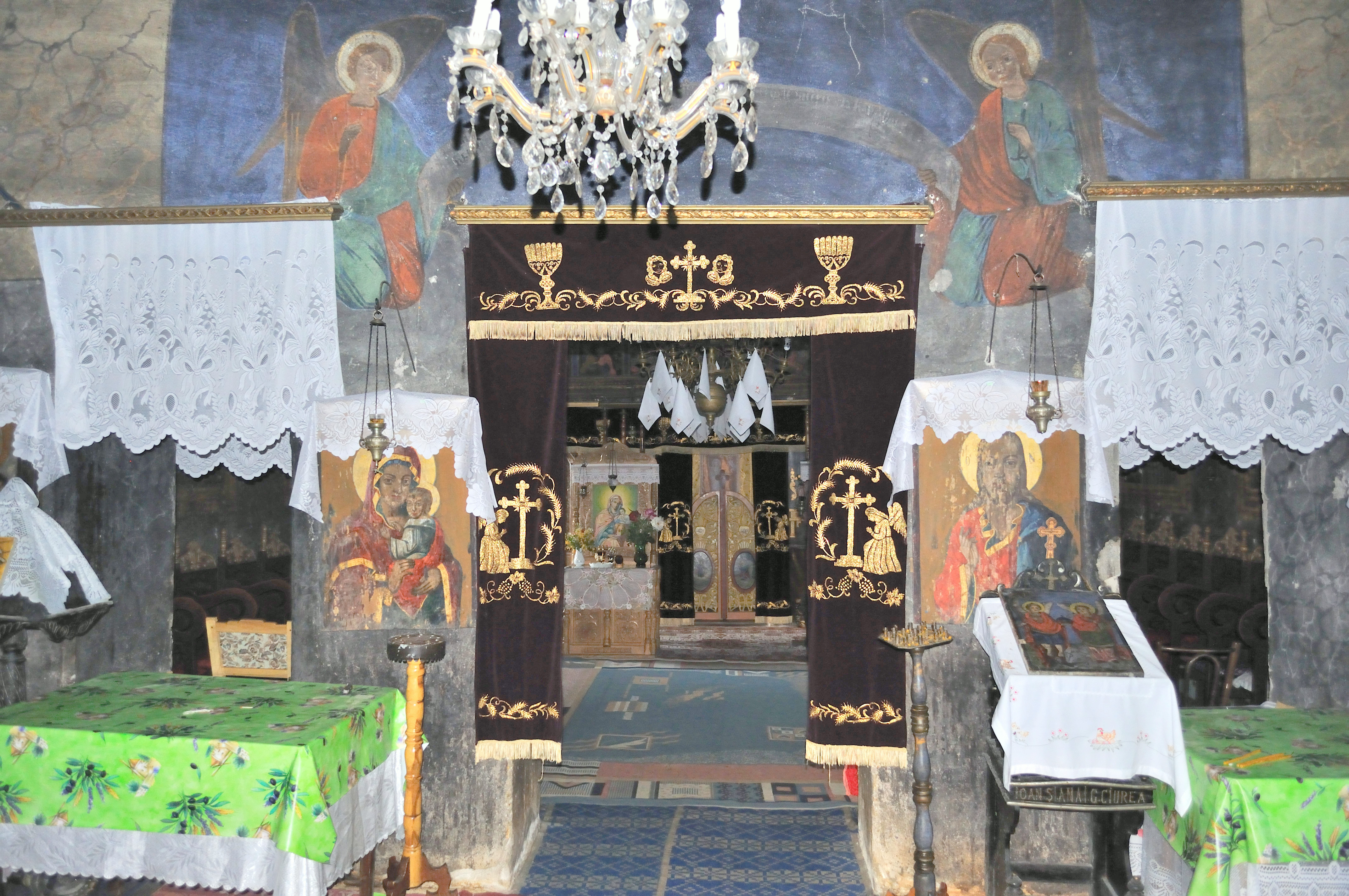
Interiorul navei
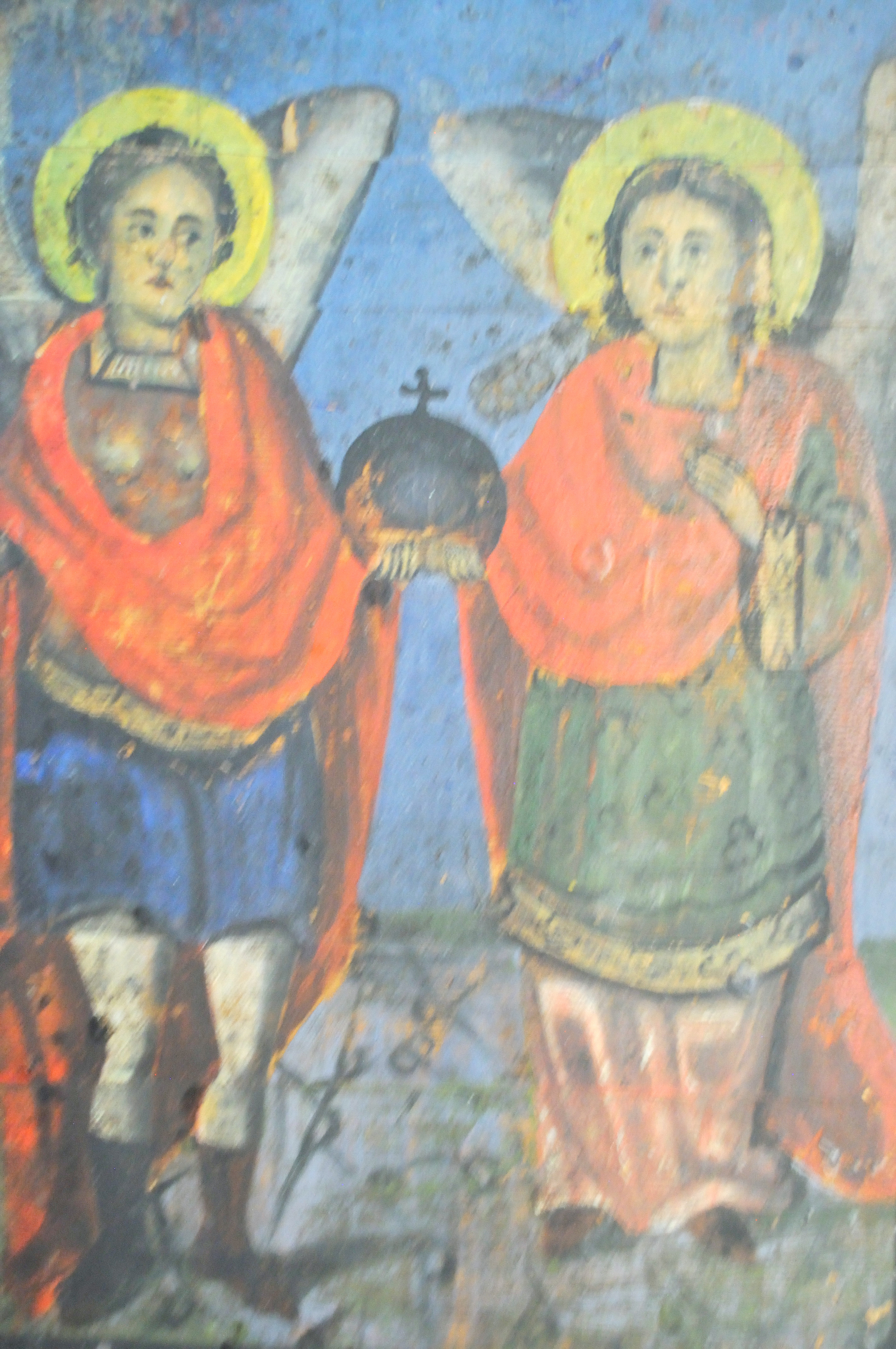
Sfinții Voievozi
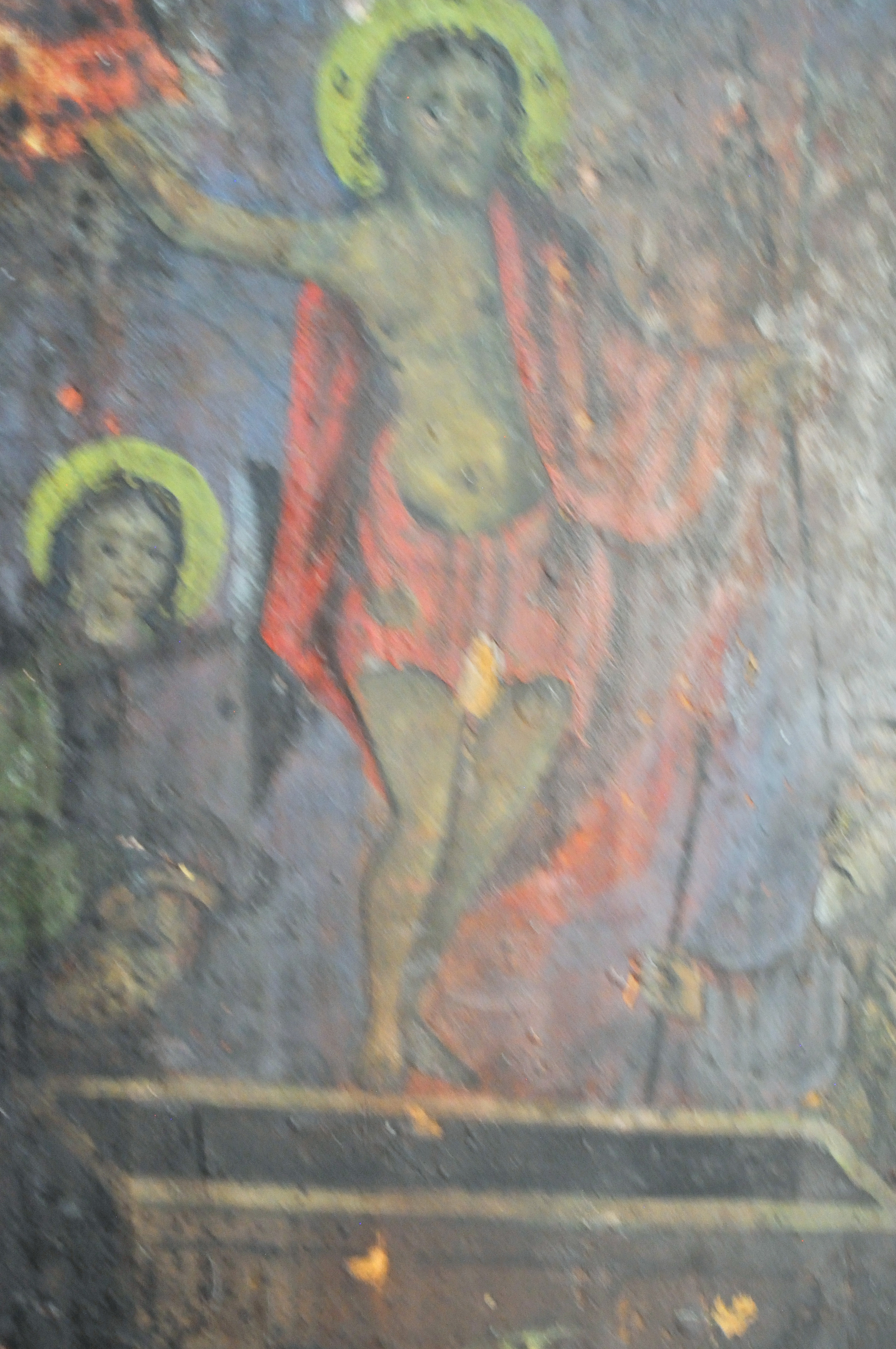
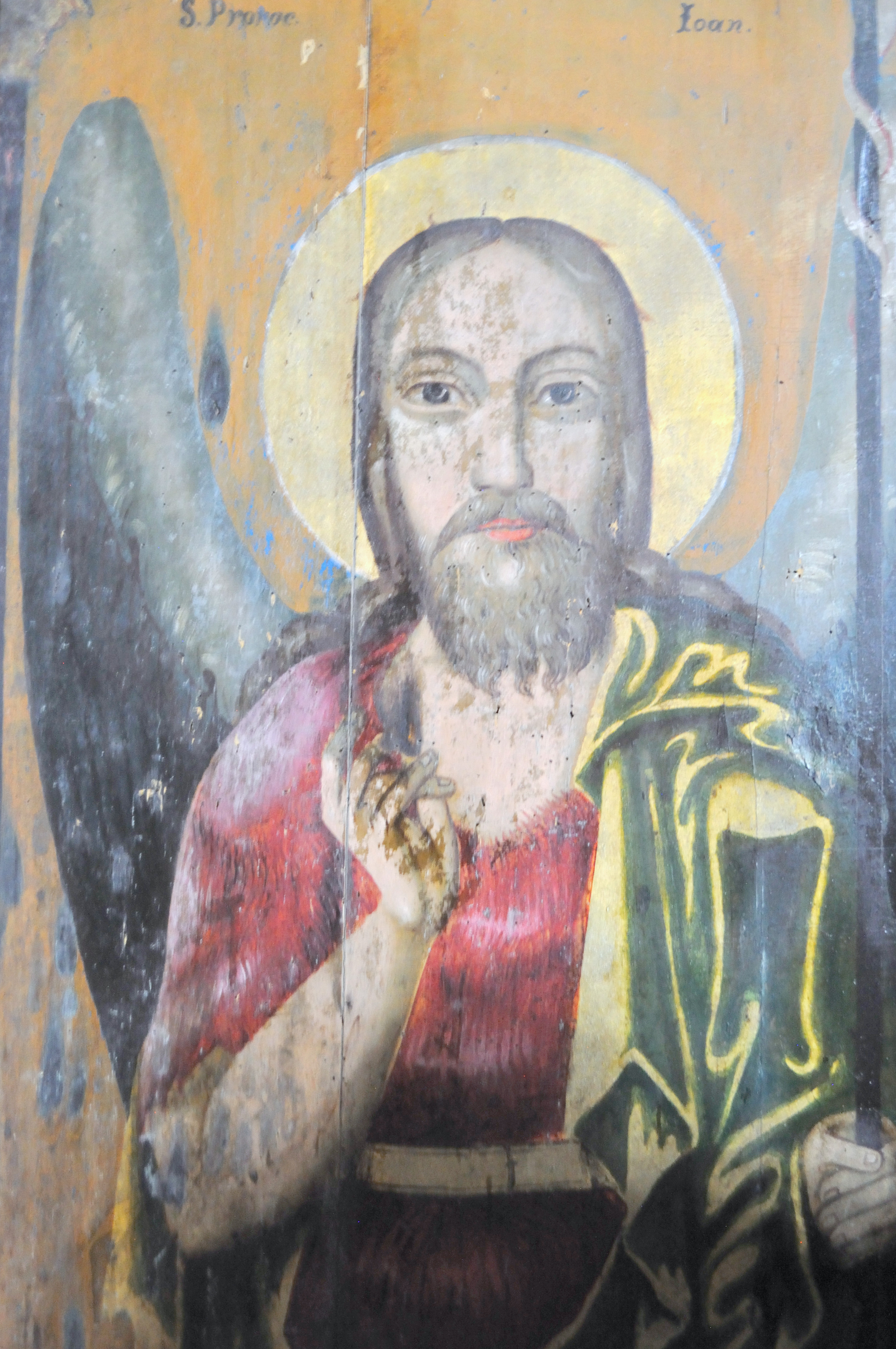
Sfântul Prooroc Ioan Botezătorul
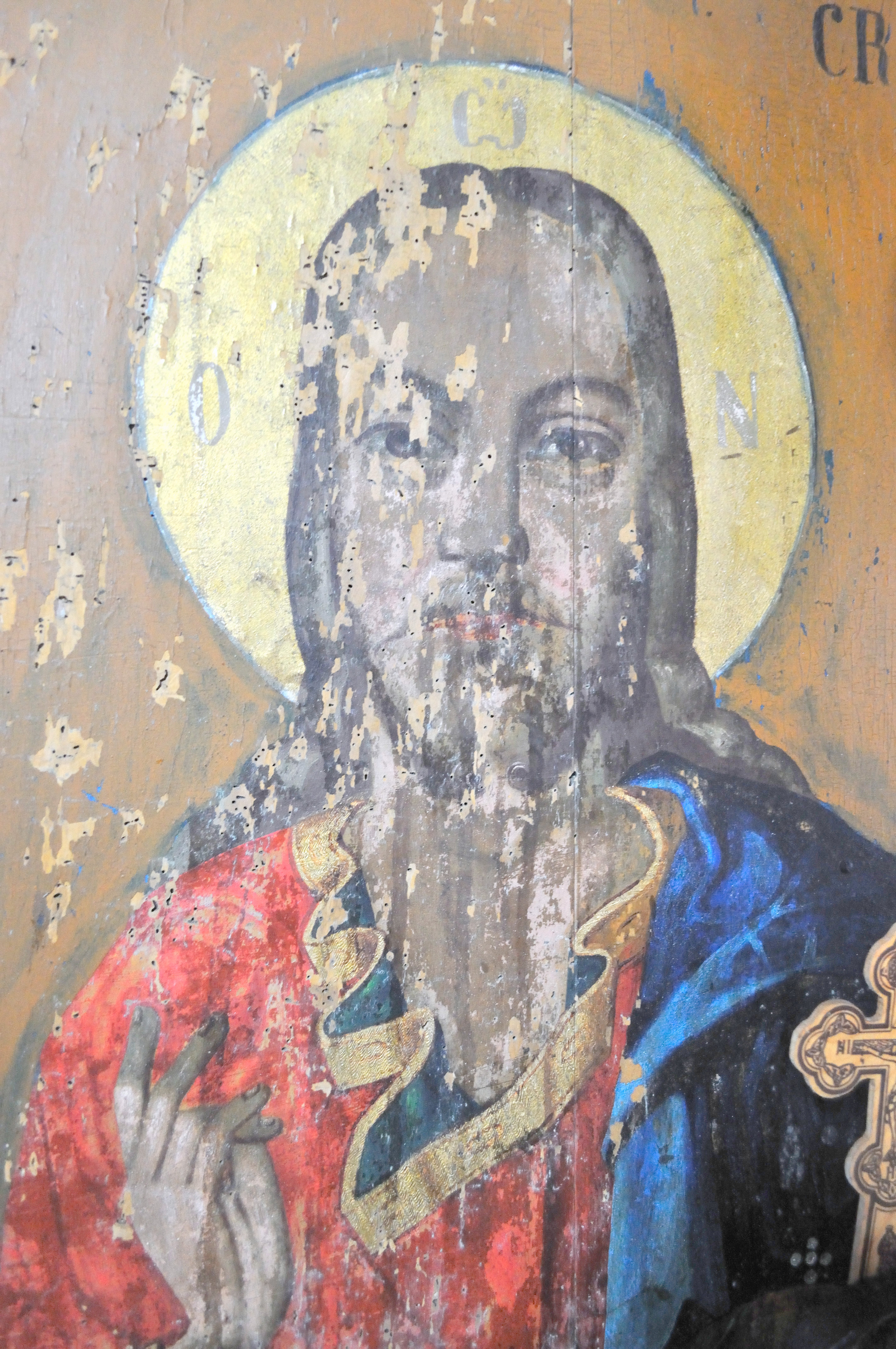
detaliu
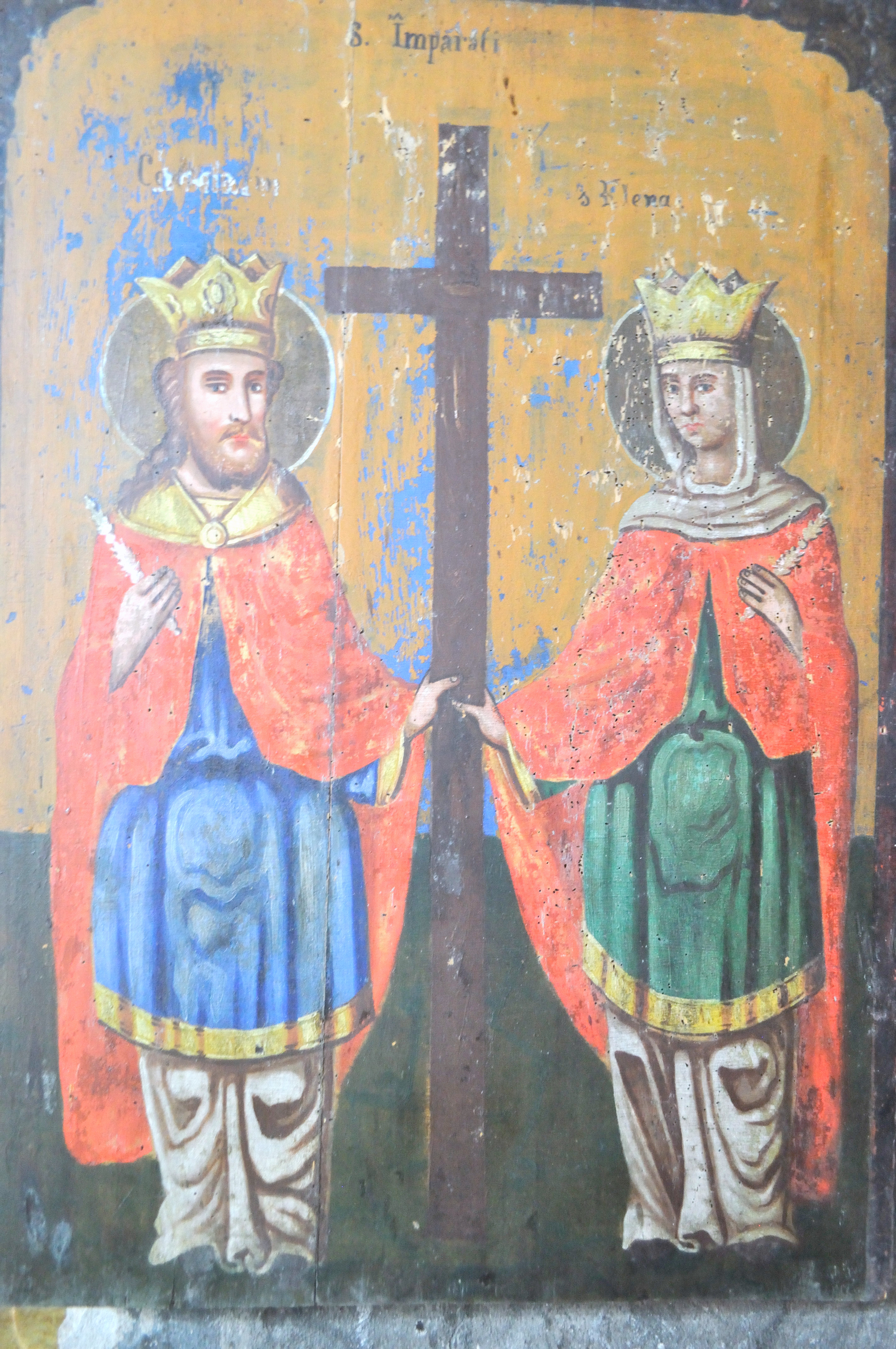
Sfinții Împărați Constantin și Elena
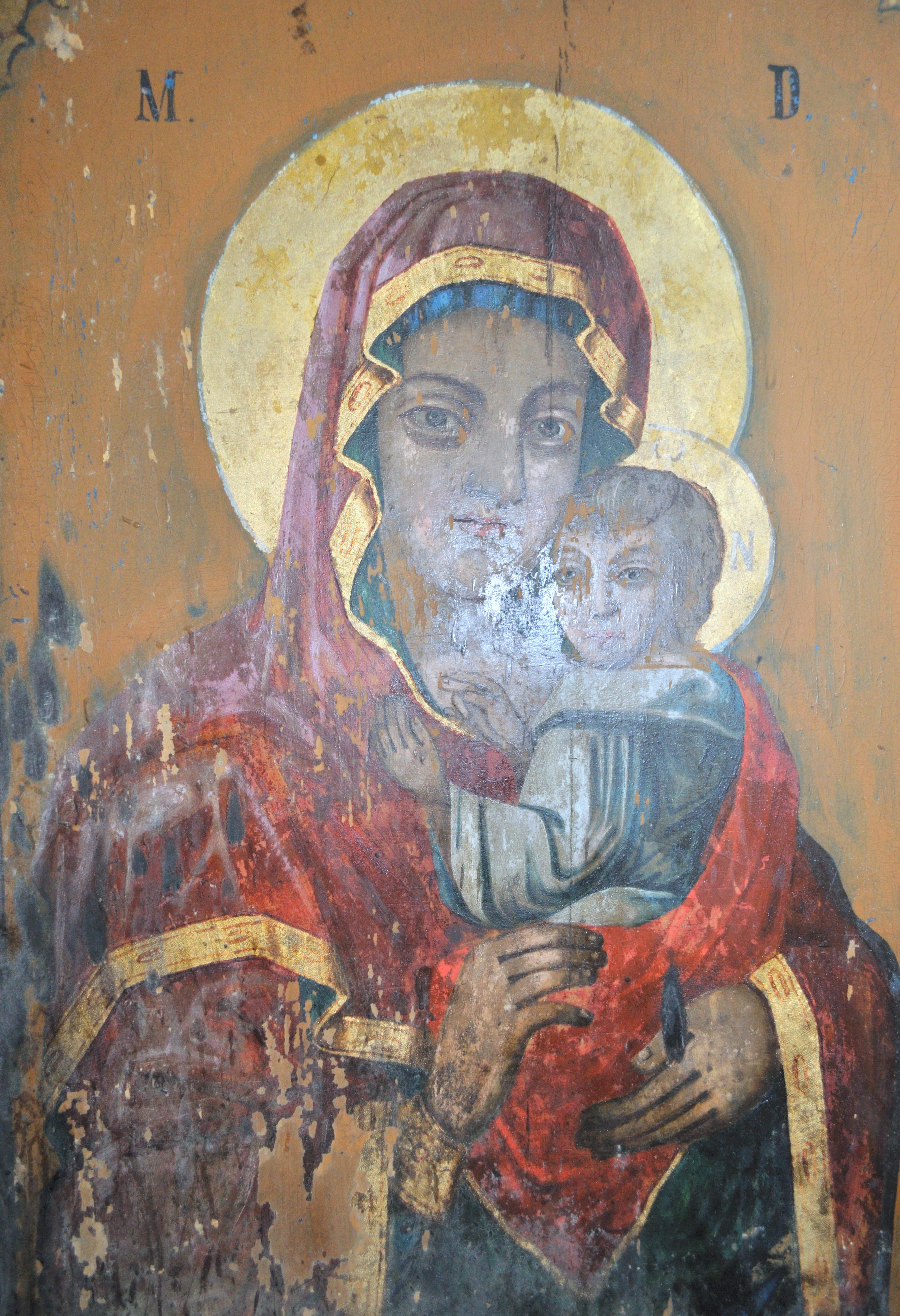
Maica Domnului cu Pruncul
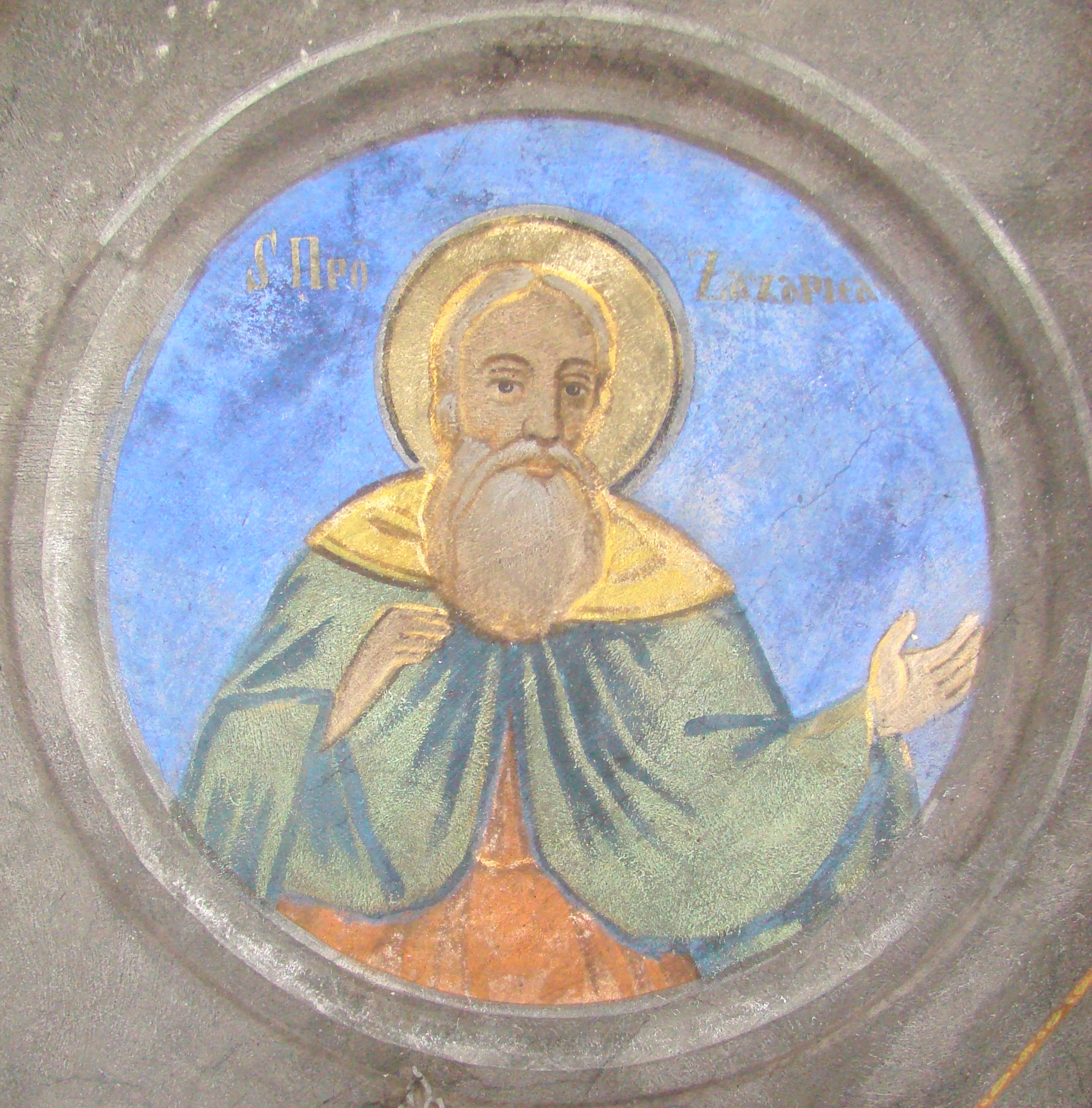
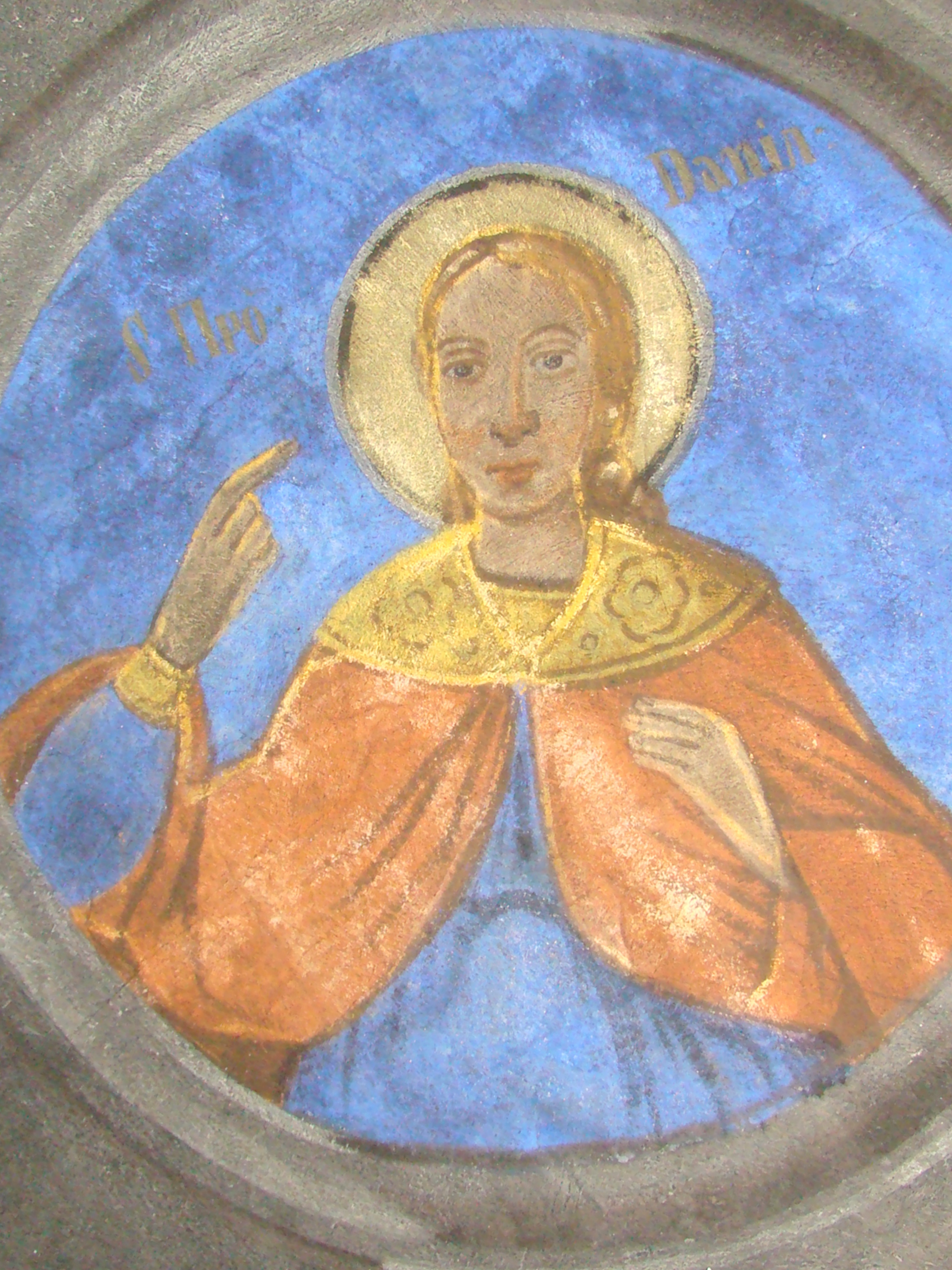
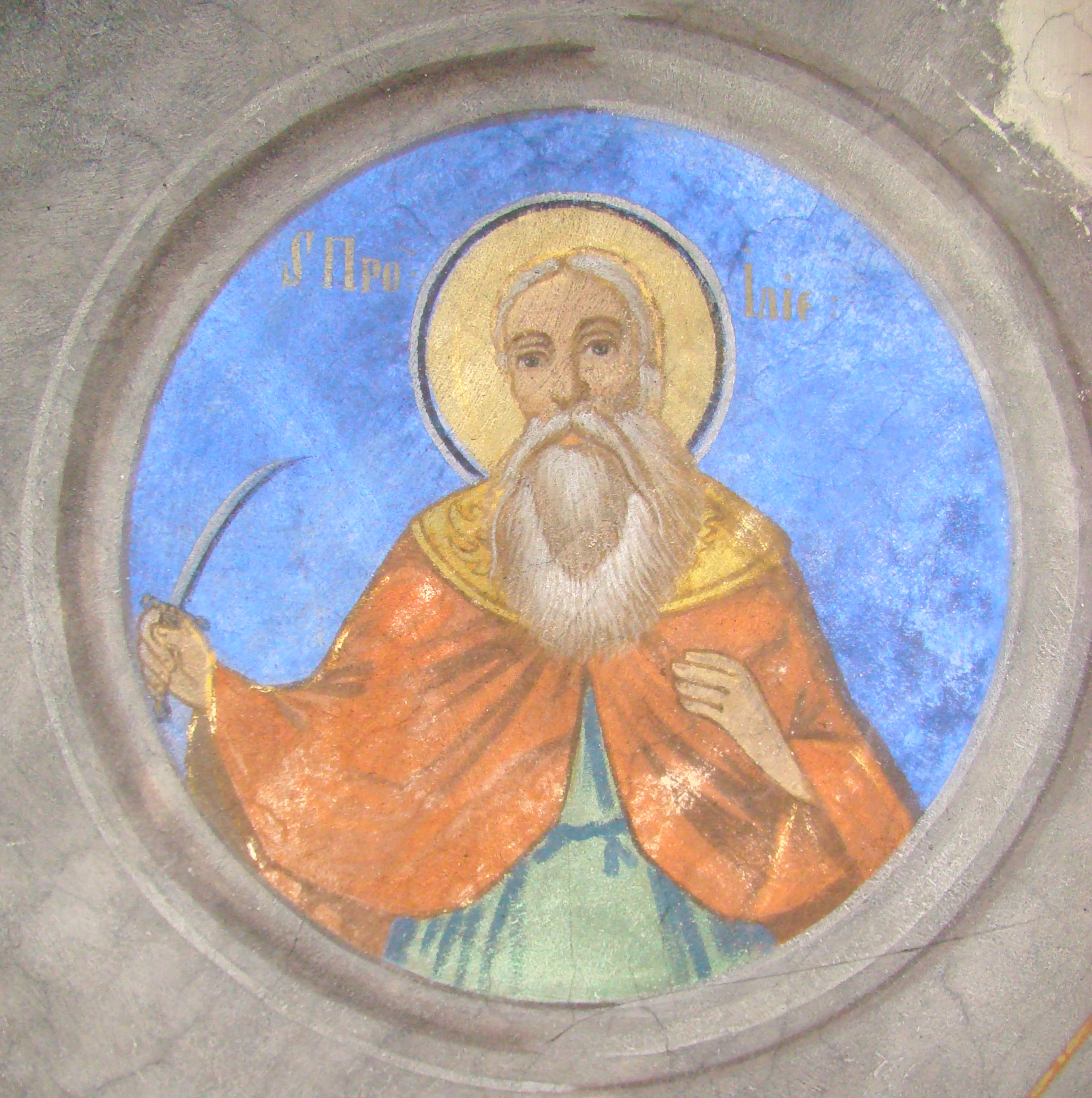
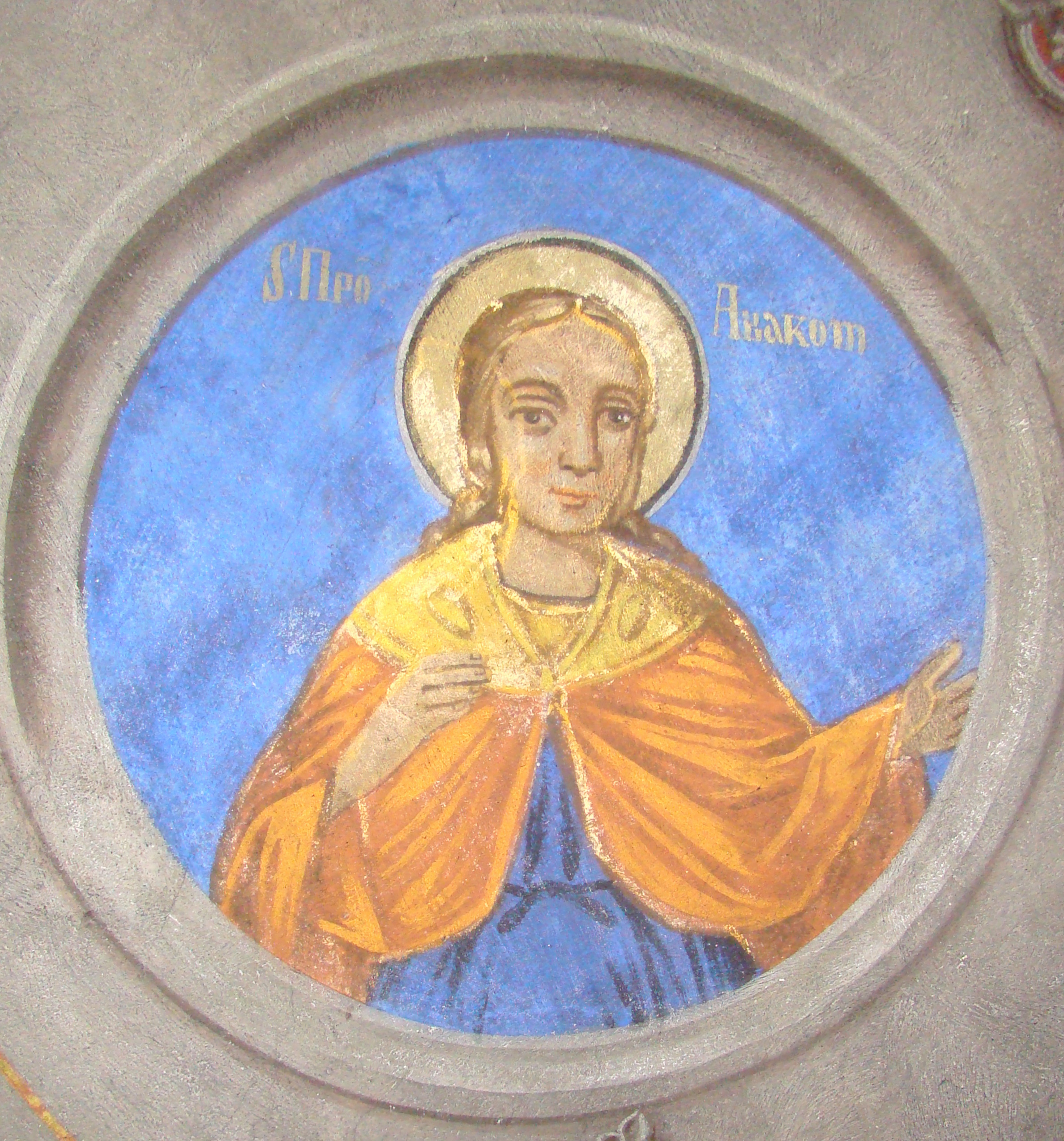
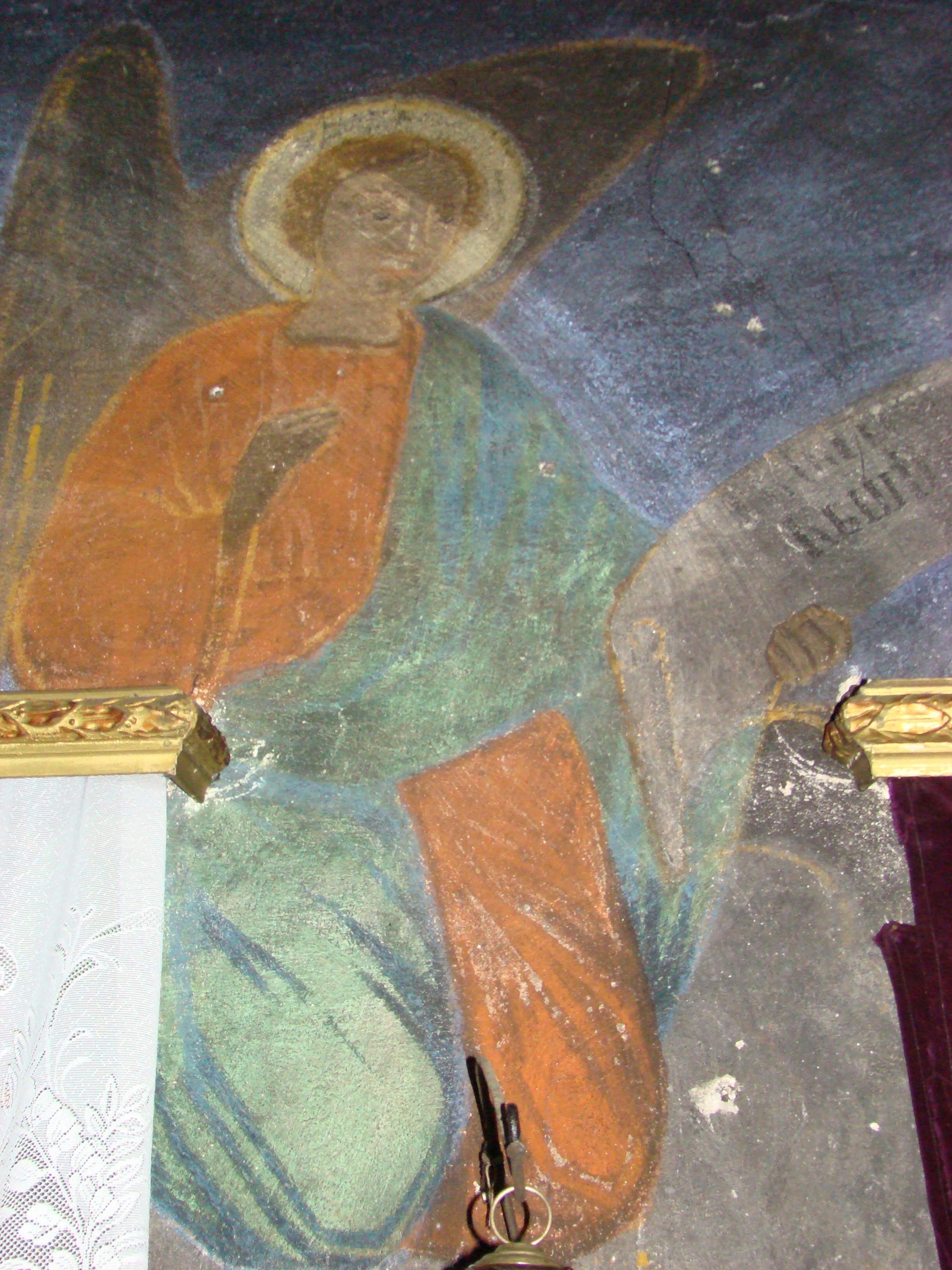